# Pugilato
Il pugilato (chiamato anche con il nome francese boxe o inglese boxing) è uno sport da combattimento in cui due persone, che di solito indossano guanti protettivi e altri dispositivi di protezione (come fasce per le mani e paradenti), si affrontano prendendosi a pugni per una durata di tempo predeterminata in un apposito ring di pugilato.
Sebbene il termine "pugilato" sia comunemente attribuito alla boxe occidentale, in cui sono coinvolti solo i pugni, il pugilato si è sviluppato in vari modi nelle diverse aree geografiche e culture. In termini globali, la boxe è un insieme di sport da combattimento incentrati sul colpire, in cui due avversari si affrontano in un combattimento usando almeno i pugni, e possibilmente coinvolgendo altre azioni come calci, gomitate, ginocchiate e testate, a seconda delle regole. Alcune forme dello sport moderno sono boxe occidentale, pugilato a mani nude, kickboxing, Muay thai, lethwei, savate e Sanda. Le tecniche di boxe sono state incorporate in molte arti marziali, sistemi militari e altri sport da combattimento.
Il pugilato amatoriale è una competizione di rilevanza olimpica (venendo praticato anche nei Giochi del Commonwealth), oltre che avere dei propri campionati mondiali. In questo caso gli incontri vengono organizzati su una distanza che va da una a tre riprese (round).
L'incontro finisce prima delle riprese previste quando l'arbitro stabilisce che uno dei due contendenti non sia più in grado di combattere, quando viene squalificato dall'arbitro o quando si arrende (la cosiddetta "gettata della spugna"). Se il combattimento si prolunga fino ad esaurire le riprese previste, la vittoria viene determinata dal punteggio attribuito dai giudici, dove il vincitore sarà chi ha totalizzato più punti. Nel caso in cui il punteggio sia uguale tra i due sfidanti, vi è una differenza di regolamento a seconda del tipo di incontro disputato: nel caso di un incontro amatoriale (come nel caso delle Olimpiadi), i giudici attribuiscono comunque la vittoria ad uno dei due contendenti sulla base di un giudizio tecnico; nel caso di un incontro tra professionisti il risultato è quello di un pareggio.
Gli esseri umani fin dall'alba della storia hanno praticato l'arte del combattimento con le mani: le prime evidenze storiche di incontri di pugilato sportivi sono state rintracciate nel Vicino Oriente e risalenti al III ed al II millennio a.C.. La documentazione più antica di un vero e proprio regolamento di pugilato è risalente all'Antica Grecia, quando il pugilato venne praticato durante i giochi olimpici del 688 a.C.. Il pugilato si è successivamente evoluto tra il XVI e il XVIII secolo, soprattutto in Gran Bretagna, con l'emergere di incontri di pugilato che mettevano in palio una posta in denaro, fino ad arrivare alla metà del XIX secolo, quando, nel 1867, vennero introdotte le regole del Marchese di Queensberry. Il pugilato è ancora lo sport da combattimento più seguito al mondo, seguito dalle MMA.

## Etimologia e motoria
La parola "pugilato" deriva dal latino pugilatus, la quale trae origine da pugil, che indica l'atleta che lotta con il pugnus, ovvero con il "pugno".
Oggigiorno il termine "pugile" indica il praticante dello sport pugilistico, che sia un personaggio odierno o storico. Ciononostante, il termine viene utilizzato talora impropriamente dalla stampa in modo sensazionalistico, suscitando accese smentite da parte della Federazione, che rifiuta di vedere associato il termine a persone che non siano, né siano state, atleti agonisti FPI.

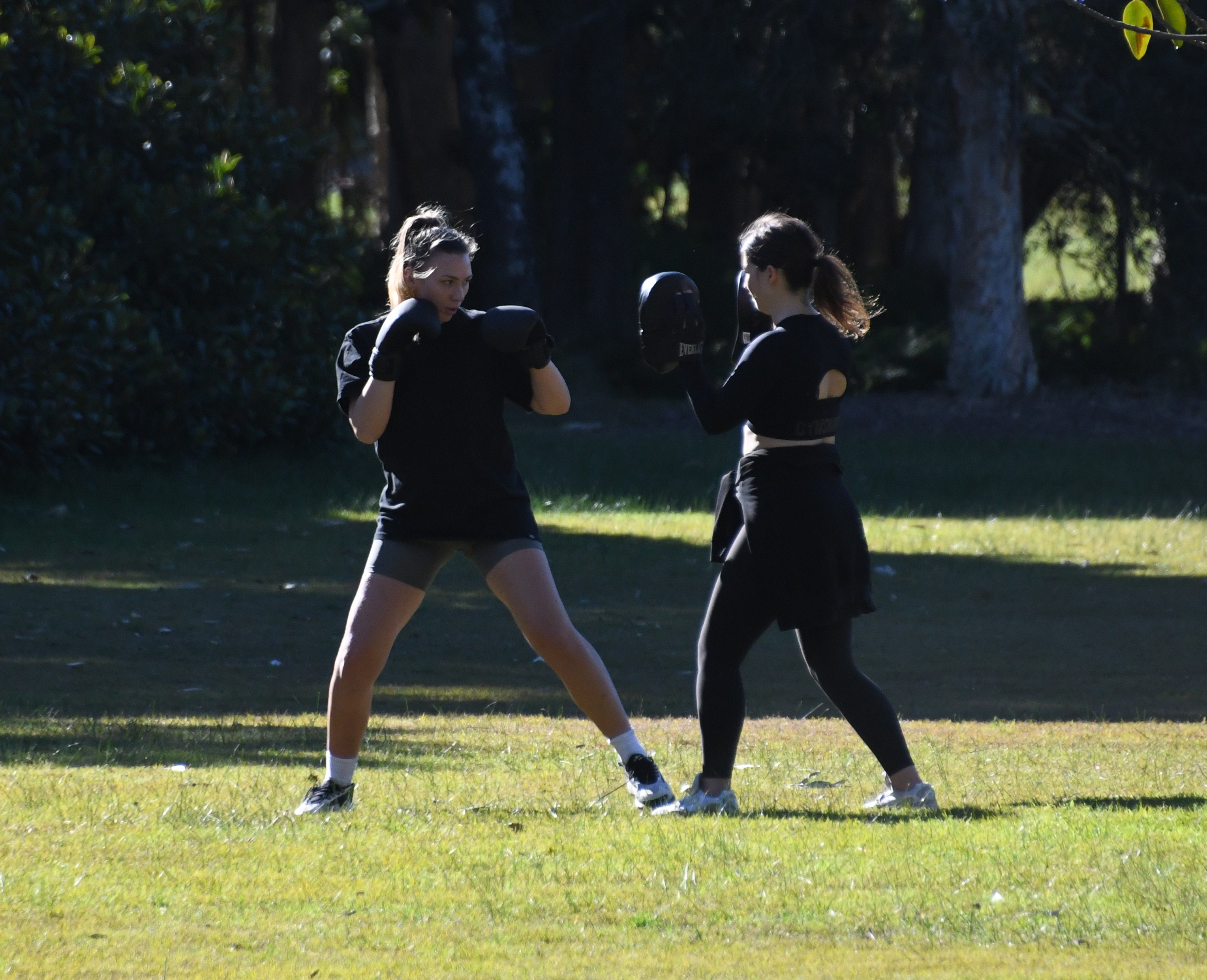
Allenamento di boxe in un parco di Sydney

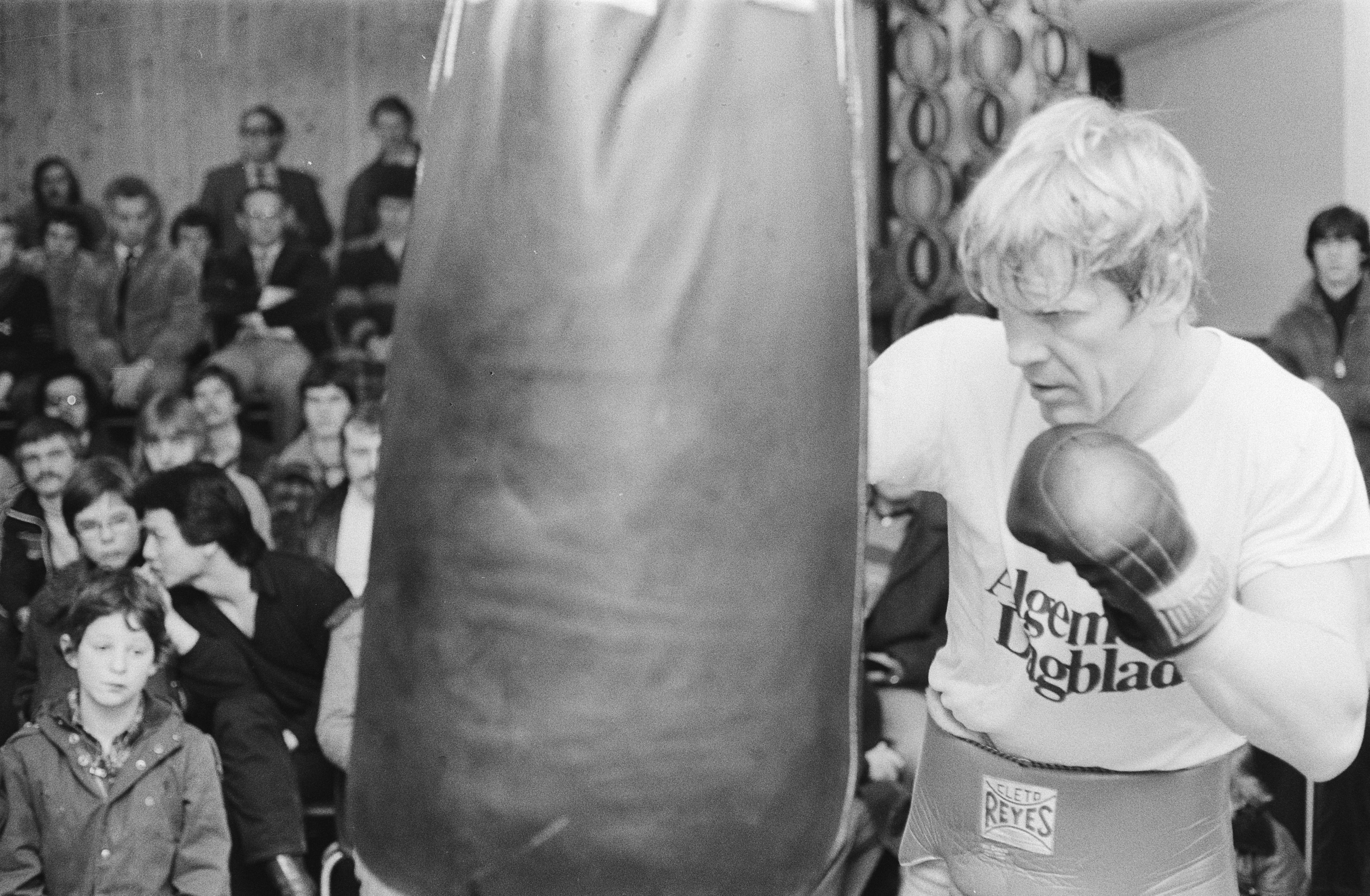
Il pugile Rudi Koopmans si allena al sacco.

Per indicare colui che svolge l'attività di pugile possono essere usati anche i termini pugilatore o pugilista.

## Storia

### Storia antica
La prima descrizione conosciuta del pugilato è stata rintracciata in un bassorilievo sumero in Iraq, risalente al III millennio a.C.. Prove più tarde dell'esistenza di questa pratica risalgono al II millennio a.C., rintracciate in diversi bassorilievi assiro-babilonesi e ittiti. Una scultura ritrovata a Tebe, in Egitto e che risalirebbe al 1350 a.C., mostra due pugili e diversi spettatori. Sia le testimonianze provenienti dal Vicino Oriente che quelle egiziane mostrano dei combattimenti in cui i pugili combattevano a pugni nudi o con i polsi fasciati da delle bende. La prima prova esistente dell'utilizzo di guantoni risale invece alla civiltà minoica: in un affresco (risalente al 1650 a.C. circa) sono presenti due giovani pugili che combattono con le mani completamente ricoperte da quelli che sembrerebbero dei guantoni.

L'arte del combattimento con le mani non è comunque una caratteristica prettamente vicino-orientale o europea. Anche nell'antica India esistevano diversi tipi di arti di combattimento che possiamo ricollegare al pugilato. Il musti-yuddha, la tradizionale arte pugilistica indiana, trae le sue origini già dal racconto epico classico dei Veda, come dal Ramayana e dal Rig Veda. Il Mahabharata descrive addirittura il combattimento tra due contendenti con pugni stretti, anche se erano previsti calci, colpi con le dita, ginocchiate e colpi con la testa. Questi duelli (niyuddham) spesso prevedevano che il combattimento durasse fino alla morte di uno dei due avversari. Risalente all'epoca dei satrapi occidentali abbiamo una descrizione di un governante di nome Rudradaman il quale (oltre che essere un grande cultore delle "grandi scienze" come la musica classica indiana, la grammatica sanscrita e la logica) sarebbe stato un eccellente pugile. Del successivo XVIII secolo risale il Gurbilas Shemi, un testo sikh nel quale in diverse occasioni si descrive il musti-yuddha.

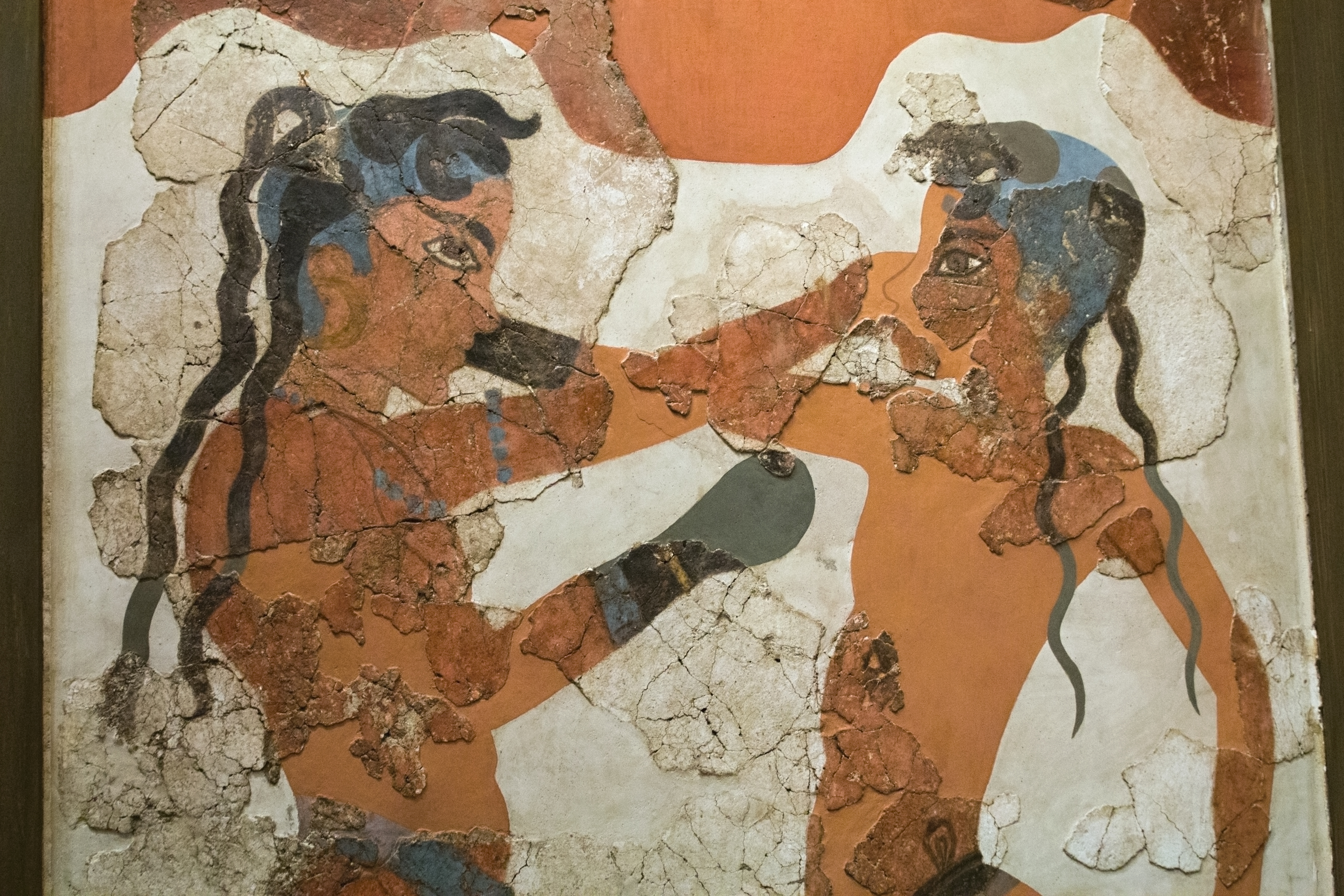
Un particolare dell'affresco di epoca minoica ritrovato ad Akrotiri e risalente al 1650 a.C. circa, nel quale due giovani combattono con quelli che sembrerebbero dei veri e propri guantoni.

Nell'Antica Grecia il pugilato fu una pratica sportiva molto sviluppata e popolare. La sua prima introduzione ai tradizionali giochi olimpici di cui disponiamo notizia risale alla 23ª Olimpiade del 688 a.C. Per proteggere le mani, i pugili utilizzavano delle fasce di cuoio che avvolgevano le nocche. Non erano previsti dei round, dato che si combatteva fino alla resa di uno dei due contendenti o fin quando non fosse stato in grado di continuare. Non erano neanche previste delle categorie di peso, quindi i pugili più pesanti erano i dominatori della disciplina. Dalle documentazioni di quest'epoca abbiamo anche delle descrizioni sullo stile di combattimento che praticavano: solitamente si manteneva una postura con il piede sinistro più avanti del destro, con il braccio sinistro in semiestensione per mantenere la guardia del viso (oltre che pronto a colpire), mentre il destro era tenuto completamente arretrato pronto a colpire. I colpi del pugile puntavano principalmente al viso dell'avversario, mentre ci sono poche prove che venissero portati dei colpi al corpo.

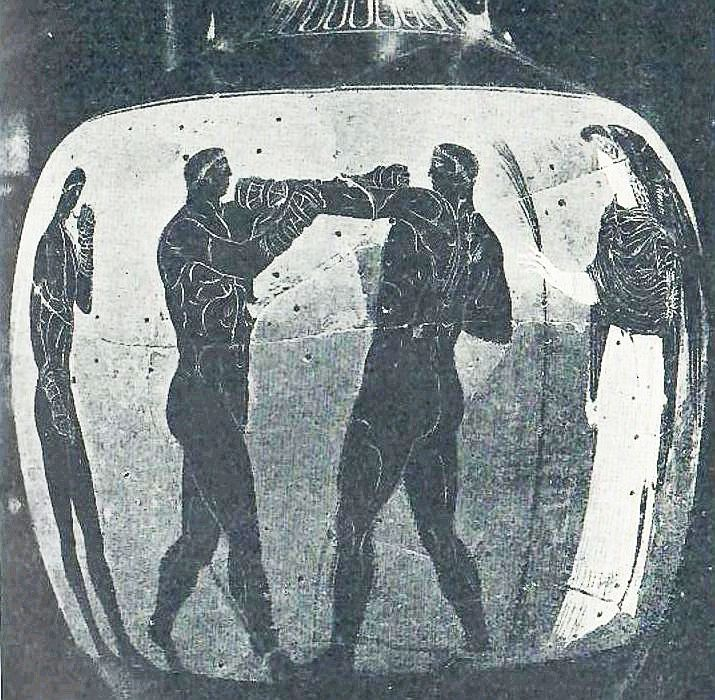
Cimento di giovani pugili; anfora panatenaica, Grecia antica 336 a.C. circa, Arconte Pithodelo. A destra non un giudice, ma la dea Vittoria. A sinistra un altro atleta attende il proprio turno

Estremamente popolare fu il pugilato anche durante l'epoca romana. Anche in questo caso i pugili utilizzavano delle fasce di cuoio a protezione delle mani. Tuttavia, in una fase più tarda divenne uso comune utilizzare altri materiali più duri per la protezione delle mani, rendendo i pugni delle vere e proprie armi: il cestus era un tipo di protezione che prevedeva l'inserimento di pezzi di metallo tra le stringhe di cuoio. I combattimenti avvenivano soprattutto negli anfiteatri e spesso duravano fino alla morte di uno dei due contendenti per puro scopo di intrattenimento del pubblico. Durante la fase tarda dell'epoca romana, comunque, gli schiavi e gli uomini liberi più forti in questa pratica avevano un valore economico enorme e le loro vite non venivano sprecate dai loro proprietari in combattimenti così sanguinosi. Ci sono testimonianze, inoltre, della pratica di disegnare un cerchio attorno ai contendenti, una sorta di ring da cui tra l'altro proviene il nome (ring nella lingua inglese significa "anello").
Nel 393 d.C., in piena epoca gladiatoria, Teodosio I abolì le olimpiadi poiché ritenute pagane. Con l'avvento della cristianità, il pugilato come mezzo di intrattenimento cadde in declino per la sua eccessiva brutalità e la sua pratica non risorse in maniera definitiva fino al XVI secolo, anche se tracce di tale pratica in epoca medievale sono sopravvissute.

### Il periodo medievale
In questo periodo la pratica pugilistica prende vie diverse a seconda dei luoghi.
- Venezia e le Guerre dei Pugni - Si organizzavano delle lotte sui ponti fra due fazioni cittadine avverse: i Castellani e i Nicolotti (ossia artigiani vestiti di rosso, contro pescatori vestiti di nero). Si svolgevano in autunno, da settembre fino a Natale. I primi regolamenti datano 1292; divenute vie più cruente col passare del tempo furono proibite nel 1705, sostituendole con le incruente Forze d'Ercole, da eseguirsi a Carnevale. Queste lotte si svolgevano in vari luoghi: Ponte dei Pugni, Ponte della Guerra, Ponte di Santa Fosca. Queste competizioni prevedevano la supervisione di giudici, e potevano svolgersi in tre modi differenti:
- Duello di pugilato fra due avversari;
- Frota, ossia rissa disordinata;
- Guerra ordinata che consisteva nel conquistare il ponte, buttando a mare la fazione avversa.

Per gli occasionali tuffi il canale veniva ripulito, i ponti rinforzati, e gli spettatori potevano assistere dalla barca.
- Combattimenti coi pugni in Russia

### Le antiche "regole di Londra"
Le testimonianze di veri e propri incontri di pugilato scompaiono a tutto vantaggio delle tecniche di combattimento con la spada. Quando divenne meno comune il portare con sé una spada risorse improvvisamente l'interesse per un'arte di combattimento con le sole mani. Durante il XVI secolo in Inghilterra risorse dunque un tipo di combattimento a mani nude che i documenti descrivono come prizefighting (oggi conosciuto anche come pugilismo). Il primo documento in tal senso risale al 1681, dove questa pratica viene descritta nel London Protestant Mercury, mentre abbiamo notizia di un campione di prizefighting di nome James Figg nel 1719. Oltre che prevedere l'utilizzo dei pugni, gli incontri di pugilato in questa epoca vedeva l'utilizzo anche di pugnali e bastoni. Il 6 gennaio 1681 abbiamo notizia del primo incontro organizzato di pugilato in Gran Bretagna: il duca di Albemarle Christopher Monck (più tardi diventato vicegovernatore della Giamaica) organizzò un incontro tra il suo maggiordomo e il suo macellaio, dove quest'ultimo vinse l'incontro aggiudicandosi la posta in denaro.
Questa forma arcaica di pugilato non aveva delle regole scritte. Non esisteva alcuna divisione per classi di peso, né erano previste delle riprese e neanche la presenza di un arbitro. In generale erano degli incontri estremamente caotici. Un articolo sul pugilato, pubblicato a Nottingham nel 1713 da Sir Thomas Parkyns (un noto lottatore dell'epoca) descrive le tecniche che utilizzava nei suoi combattimenti. L'articolo, che è un estratto di un suo manuale di lotta e scherma intitolato Progymnasmata: The inn-play, or Cornish-hugg wrestler, delinea un combattimento confuso, fatto di testate, pugni, dita negli occhi, mani attorno al collo dell'avversario e colpi durissimi completamente scomparsi nel pugilato di oggi.
Il primo regolamento del pugilato risale al 1743 ed è stato scritto da Jack Broughton allo scopo di proteggere i pugili soprattutto dal pericolo della morte, un evento per nulla raro durante questa fase della storia del pugilato. Le Broughton's Rules introdussero importanti novità i cui residui si trovano nel regolamento attuale. Se un contendente fosse caduto a terra e non fosse riuscito a riprendere il combattimento entro 30 secondi, l'incontro si sarebbe concluso con la vittoria dell'avversario. Venne inoltre proibito colpire l'avversario a terra e afferrarlo sotto la vita. Lo stesso Broughton incoraggiò i pugili ad utilizzare i muffers, ovvero una sorta di guanti o di bendaggi a protezione delle mani e per attutire i colpi sul corpo dell'avversario durante gli allenamenti e nei combattimenti amichevoli. Le Broughton's Rules inoltre consentivano ai combattenti di avere un vantaggio rispetto agli attuali pugili di non poco conto: ogni pugile aveva la possibilità di far sospendere l'incontro facendo toccare un solo ginocchio a terra in qualsiasi momento, a seguito del quale gli sarebbe stato applicato il conteggio dei 30 secondi. In pratica, un pugile in difficoltà aveva spesso la possibilità di recuperare e di riprendere il combattimento. Tuttavia l'utilizzo di questa regola veniva considerata un segno di "codardia" e tale regola venne spesso disattesa dai regolamenti dei singoli incontri che venivano stabiliti dai "secondi" dei singoli pugili. Nel pugilato moderno esiste un limite di tre minuti per ogni round e l'andare a terra intenzionale viene punito nel cartellino dei punteggi dei giudici, disincentivando tale pratica. Per quanto riguarda la tecnica pugilistica, i pugili di quest'epoca utilizzavano diverse forme di pugno per preservare le loro mani, dato che si combatteva a mani nude e che il bersaglio preferito dei loro colpi era prevalentemente il viso dell'avversario.
Nel 1838, poi modificate nel 1853, vennero introdotte le London Prize Ring Rules, un regolamento che costituisce lo scheletro fondamentale dell'attuale regolamento del pugilato insieme alle successive regole del Marchese di Queensberry. Il pugilato diventò molto simile a quello attuale, con una serie di azioni vietate come calci, infilare le dita negli occhi dell'avversario, morderlo, colpirlo a terra, trattenersi alle corde del ring, oltre che utilizzare resine, pietre o altri oggetti nelle mani.

### Le regole del Marchese di Queensberry (1867)

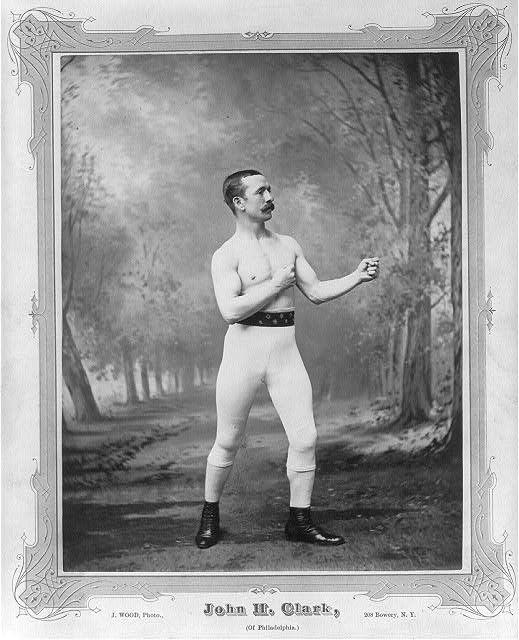
John H. Clark, 1882

Già da alcuni anni attorno alla boxe ruotavano notevoli interessi economici, fatti di rilevanti scommesse e ingenti premi in denaro. Per questo motivo si sentì l'esigenza di regole più rigorose. Fu per questo motivo che nel 1867 John Sholto Douglas (Marchese di Queensberry), insieme al pugile John Graham Chambers, elaborarono un insieme di regole che avrebbero regolamentato i combattimenti tra pugili amatoriali che si sarebbero dovuti tenere a Londra presso il Lillie Bridge, regolamento che poi si sarebbe consolidato come il regolamento tradizionale del pugilato.
Le regole, costituite di dodici punti, stabilivano che i combattimenti debbano essere dei "regolari incontri di pugilato" in cui i pugili debbano stare in piedi e realizzati all'interno di un quadrato di 24 piedi quadrati. Il combattimento veniva diviso in round di tre minuti ognuno, inframezzati da un minuto di riposo. Ogni combattente avrebbe avuto a sua disposizione 10 secondi dopo essere stato atterrato per poter riprendere l'incontro, venendo vietato qualsiasi colpo che non fosse un pugno diretto. Venivano poi per la prima volta introdotti obbligatoriamente i tradizionali guantoni da pugilato, che potevano essere utilizzati per bloccare i colpi dell'avversario. Un'altra novità importante di questo regolamento è stata l'introduzione delle classi di peso, allo scopo di rendere più eque le possibilità di vittoria di ogni contendente (in principio vennero a crearsi soltanto tre delle attuali categorie: leggeri, medi e massimi).
Con l'introduzione di questo regolamento gli incontri diventarono più lunghi e meno caotici, obbligando i pugili stessi ad attuare diverse strategie a seconda del tipo di avversario che si affrontava e implementando anche tecniche non solo di attacco ma anche di difesa (come scivolamenti laterali, contrattacchi, ondeggi del corpo). L'utilizzo dei guantoni come strumento di blocco dei colpi avversari modificò notevolmente anche la postura tradizionale del pugile, molto simile a quella attuale: il corpo viene portato sbilanciarsi verso l'avanti, con entrambe le mani a protezione del viso.
Per tutto il XIX secolo il pugilato non riuscì comunque a guadagnarsi una legittimità tra le varie pratiche sportive. In Gran Bretagna venne addirittura vietato (come anche in gran parte degli Stati Uniti), e gli incontri cominciarono a disputarsi illegalmente, con un giro di scommesse clandestine enorme. Spesso gli incontri (alcune volte interrotti dalle forze dell'ordine) erano occasione di spettacolari risse tra gli spettatori. Nonostante questo periodo confusionario, comunque, un certo numero di pugili riuscì ad emergere mettendo in pratica uno stile innovativo e diventando così beniamini del pubblico. Nel 1882 una sentenza di un tribunale britannico pose la parola fine al pugilato a mani nude (comparandolo al reato di violenza privata) a tutto vantaggio dell'utilizzo del pugilato con i guantoni. Infine, verso la fine del secolo, l'opera di organizzatori come Tex Rickard o di pugili come John L. Sullivan riuscirono a far emergere definitivamente questo sport, guadagnandogli la legittimità che ha tutt'oggi.

### XIX secolo: l'ascesa dei Re statunitensi

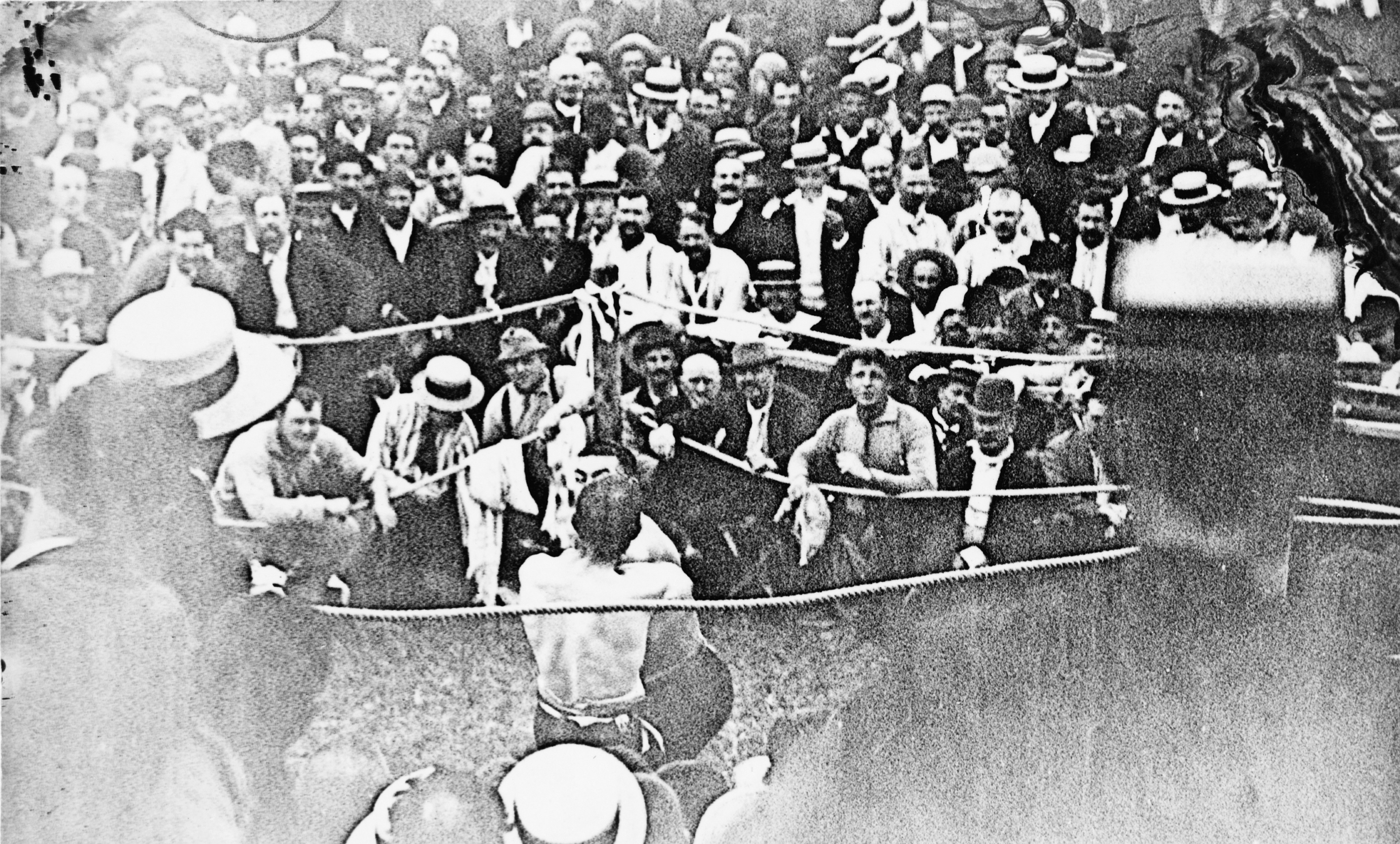
John L. Sullivan opposto a Jake Kilrain, 1898

Attorno agli incontri di pugilato, in maniera particolare nella categoria dei pesi massimi, ruotavano interessi economici enormi. Ai pugili venivano dati grandi premi in denaro e il pubblico amava scommettere ingenti somme su tutto quello che riguardava la sfida: vincitore, quante riprese sarebbe durata, ecc. Migliaia di persone assistevano alle gare organizzate presso arene costruite appositamente per questo sport. Allora i ring erano ottagonali definiti da corde e pali, i pugili combattevano a torso nudo, con i calzoni lunghi o a tre quarti di gamba, gli incontri non avevano limiti di numero massimo di riprese. Nonostante le regole di Douglas di alcuni anni prima gli incontri venivano ancora disputati a mani nude, ciò portava spesso a tragiche conseguenze. Per questo motivo in molti stati dell'Unione e dell'Europa alla fine dell'Ottocento il pugilato a mani nude era proibito.
Il pugilato trovò rapida diffusione negli Stati Uniti d'America a tal punto che nel 7 febbraio 1882 lo statunitense John Lawrence Sullivan vinse il campionato del mondo categoria pesi massimi battendo il detentore Paddy Ryan, un colosso irlandese emigrato negli USA. Con questa vittoria il centro d'interesse della boxe mondiale si spostò definitivamente dall'Inghilterra agli Stati Uniti. Nel 1889 fu disputato l'ultimo incontro senza guantoni valido per i pesi massimi con il quale Sullivan mantenne il titolo. Dal successivo incontro del 7 settembre 1892, Sullivan e Corbett si affrontarono con i guantoni dato che le regole di Douglas erano ormai definitivamente accettate.

### XX secolo
Sull'onda della forte crescita economica statunitense il pugilato si diffuse in tutti gli Stati dell'Unione, divenne uno dei principali sport praticati e rappresentava, per le classi più disagiate, un modo per uscire dalla difficile situazione socio-economica. Nei primi anni del Novecento si fissarono altre categorie di peso e per limitare la durata degli incontri si stabilì che il numero massimo di riprese doveva essere: 15 per gli incontri validi per titoli europei e mondiali, 12 per titoli nazionali. Limitando la durata dell'incontro, si imponeva la necessità di individuare criteri per la vittoria ai punti, il problema fu risolto con l'istituzione dei giudici di gara.

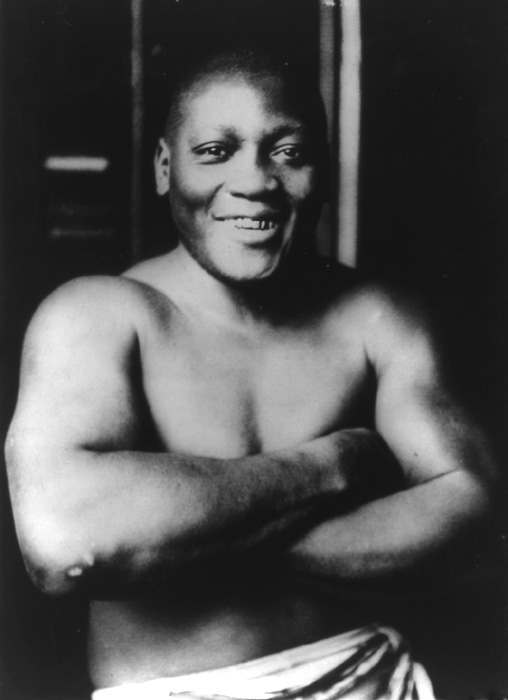
Jack Johnson, icona e campione del mondo dei pesi massimi dal 1908 al 1915.

Nel 1908 si affermò a livello mondiale Jack Johnson, il primo pugile di colore statunitense che stupì tutti per la sua boxe intelligente e rapida. Cedette il titolo nel 1915 perdendo contro il cowboy Jess Willard detto “il gigante” poiché alto oltre due metri e pesante 110 kg. Il pugilato diffuso in Italia nei primi anni nel secolo creò la sua federazione organizzatrice la FPI (Federazione Pugilistica Italiana) nel 1916 a San Remo. I padri fondatori furono Goldsmith (Presidente) e Lomazzi (vice Presidente). Nel 1920 ci furono i primi campionati italiani. La sede nazionale diventò Milano per poi trasferirsi a Roma nel 1929.
Il titolo dei pesi massimi passò in mano di Jack Dempsey nell'incontro disputato a Toledo (Ohio) nel 1919, in cui vinse il titolo mondiale contro Jess Willard, nonostante quest'ultimo fosse molto più alto e possente rispetto al vincitore. Dempsey vinse grazie alla destrezza acquisita con i suoi studi e ai suoi originali metodi di allenamento e dominò la categoria dei pesi massimi in un'epoca in cui i combattimenti sul ring erano vinti più con la forza fisica e con la resistenza che con fini azioni tecniche. Dempsey utilizzava i principi del falling step e del double shift, due delle tecniche da lui formalizzate e applicate “sul ring” con successo, dimostrandone la straordinaria efficacia. Egli era molto aggressivo, ma sapeva controllarsi, evitava con destrezza e con un'alzata di spalle i colpi per poi scagliare i suoi pugni in maniera esplosiva, sfruttando in pieno l'intero peso del suo corpo in movimento. Ogni sua azione era organizzata in improvvise e devastanti combinazioni di colpi. Nell'ultimo suo incontro del 1926, in cui subì una discutibile sconfitta, si registrò un'affluenza di pubblico mai vista e gli incassi superarono ogni record.
Dal 1929, anno della grande crisi economica, fino al 1933 il pugilato perse molto della sua notorietà e importanza. Pochi avevano la possibilità di seguire gli incontri e scommettere sul loro esito come avveniva nei primi anni del secolo. Nel 1933 comparve alla ribalta mondiale l'italiano Primo Carnera, che rimase campione del mondo solo per un anno ma raccolse la simpatia di molti. Carnera era un pugile imponente con i suoi 129 kg di peso e 1,97 m di altezza, allo stesso tempo velocissimo e con un'ottima tecnica.

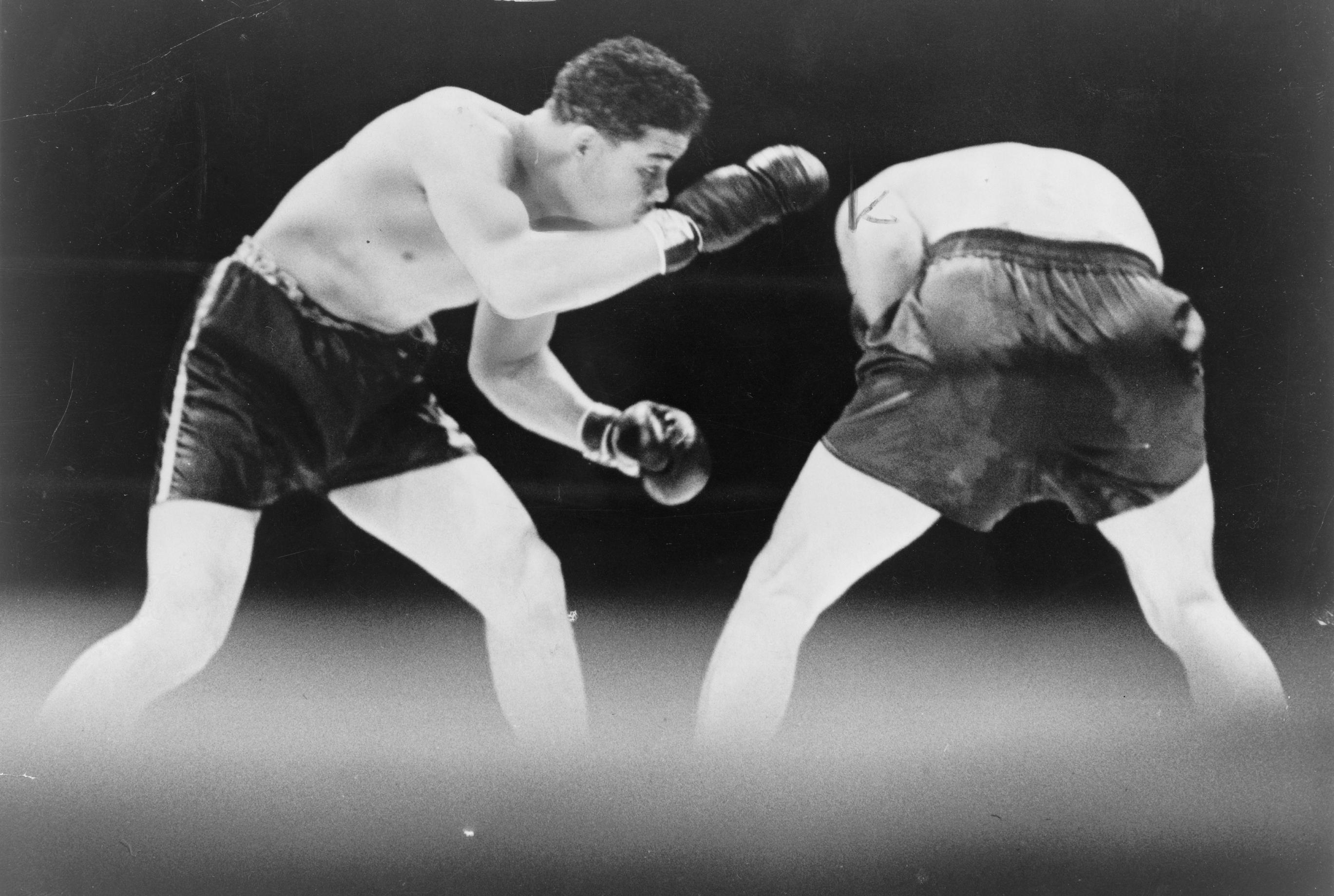
Joe Louis versus Max Schmeling nel 1936

Nel 1937 il titolo passò nuovamente a un pugile di colore, Joe Louis, che strappò il titolo a James Braddock mandandolo KO all'ottava ripresa. Dal 1937 al 1947 ha detenuto la corona mondiale, che ha difeso vittoriosamente per 25 volte. Egli si ritirò nel 1949, quando il suo fisico rovinato dall'alcool e dalla droga non era più in grado di affrontare altri incontri. Il suo record parla di 63 vittorie e 3 sconfitte. Nel 1952 Rocky Marciano con le sue impareggiabili doti vinse il campionato del mondo e inanellò una serie di vittorie impressionante. Abbandonò la carriera professionistica, imbattuto, nel 1956, dopo aver vinto 49 incontri, 43 dei quali per knock out.

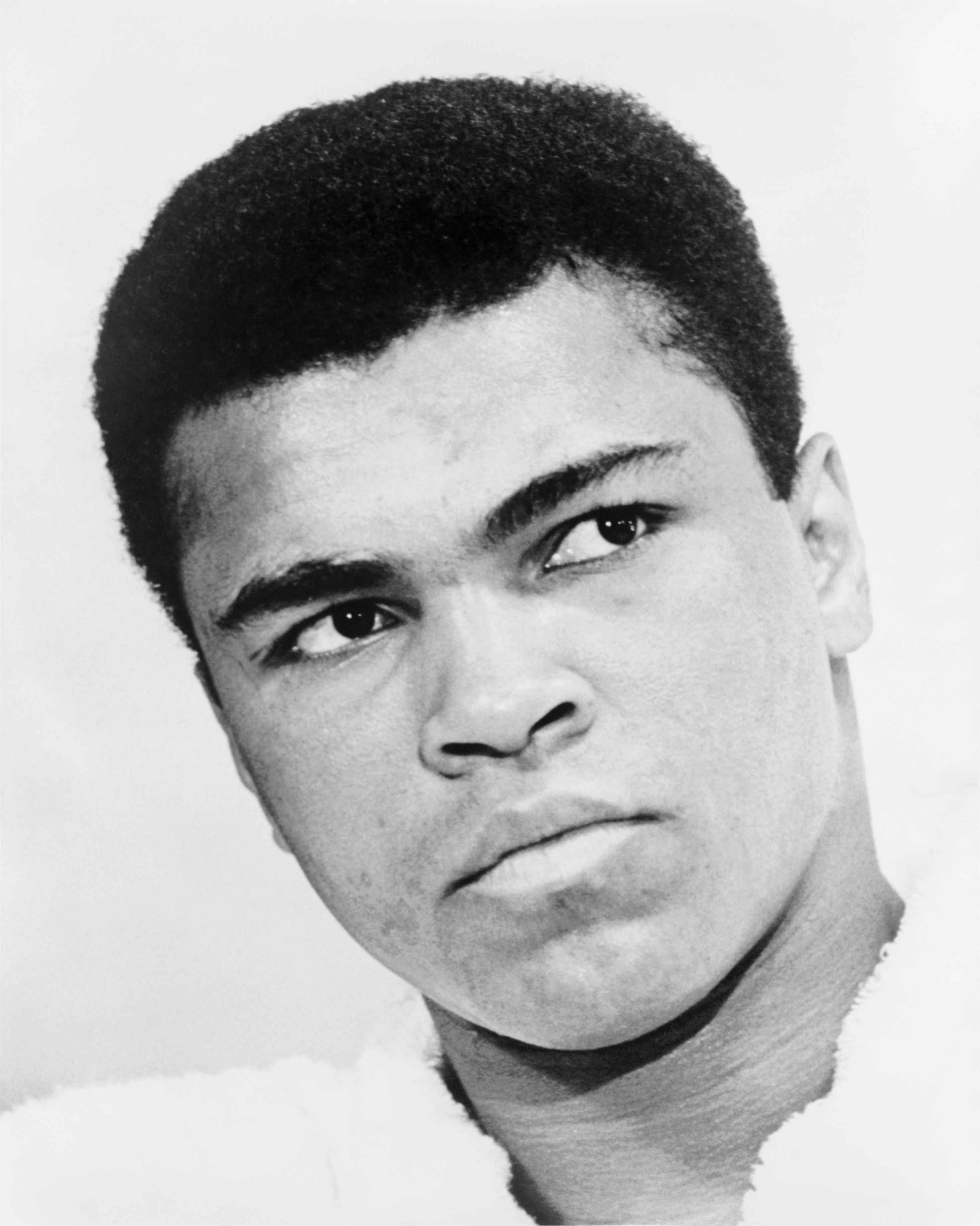
Muhammad Ali, uno dei più famosi pugili di tutti i tempi

Gli successe il giovane nero Floyd Patterson, un ex peso mediomassimo che tenne il titolo fino al 1962, salvo una breve interruzione nel 1959-1960. Successe a Patterson un altro nero, Sonny Liston, analfabeta dalla potenza esplosiva, ex carcerato compromesso da legami con la mafia italoamericana e morto in cause misteriose nel 1970. Nel 1964 il titolo fu vinto dal ventiduenne Cassius Clay (conosciuto anche come Muhammad Ali), già vincitore della medaglia d'oro all'Olimpiade di Roma del 1960. Viene ricordato non solo per le sue versatili doti di pugile (mai nessun peso massimo era stato così rapido nei colpi né così mobile sui piedi dato il peso della categoria) ma anche per il suo impegno politico (fu arrestato per aver rifiutato il servizio militare della guerra in Vietnam per via della sua religione -il sunnismo- e perché non credeva in quella guerra), per la sua giovanissima età e per i modi provocatori con cui si rivolgeva agli avversari. Con Cassius Clay la popolarità del pugilato diventa planetaria.
L'ente organizzatore statunitense degli incontri di pugilato, la World Boxing Council (WBC), nel 1968 visse una crisi interna dalla quale nacque un'altra federazione internazionale pugilistica: la World Boxing Association (WBA). Tale sovrapposizione di competenze creò confusione nel mondo della boxe perché ogni associazione organizzava gare per le proprie categorie e di conseguenza nominava i propri campioni. In seguito la situazione venne ulteriormente complicata dalla creazione della International Boxing Federation (IBF) nel 1984 e dalla World Boxing Organization (WBO) nel 1988. Nonostante negli anni passati ciascuna organizzazione adottasse proprie categorie di peso, dal 1987 le categorie professionistiche sono state fissate a 17, dai pesi paglia fino ai pesi massimi.

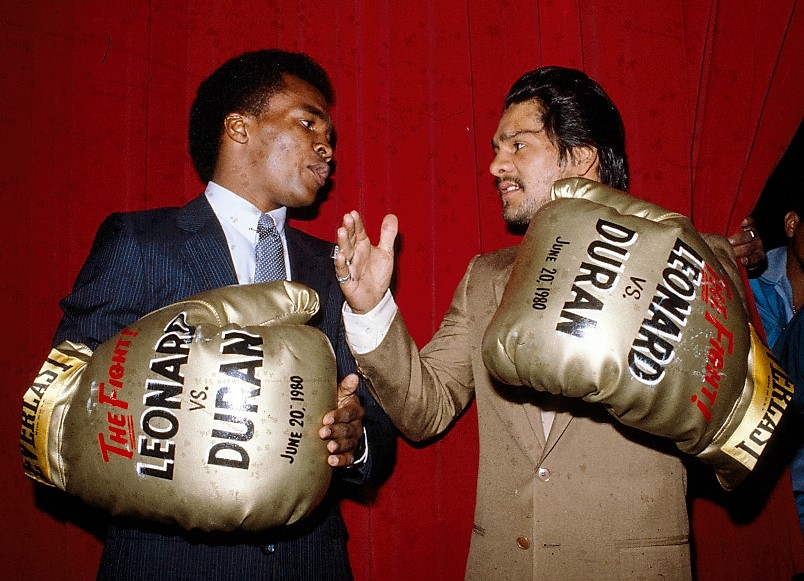
Sugar Ray Leonard e Roberto Durán, tra i pugili più rinomati degli anni '70 e '80.

In Europa l'ente organizzatore European Boxing Union (EBU) è unico. In Italia la federazione che organizza gli incontri e assegna i titoli italiani è la Federazione Pugilistica Italiana (FPI). Negli anni ottanta e novanta hanno continuato a mostrare in questo sport la propria superiorità gli uomini di colore. Mike Tyson, indubbiamente il più famoso pugile dell'epoca, è stato campione del mondo dei pesi massimi per tre organizzazioni: WBC, WBA e IBF. 

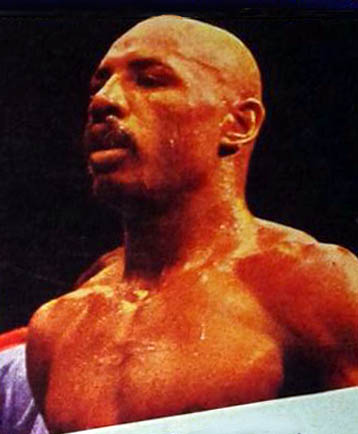
Marvin Hagler, tra i più titolati campioni del XX secolo

Gli anni ottanta videro, a livello regolamentare, un'importante innovazione: il numero massimo di riprese, in ambito professionistico, calò da 15 a 12. La decisione fu dovuta ai frequenti episodi di pugili morti a seguito degli incontri, circostanza da assommare alla già notevole casistica di boxer deceduti all'infuori del contesto agonistico.
La situazione indusse alcuni paesi, tra cui Svezia e Norvegia, ad abolire persino il pugilato professionistico. Il bando è perdurato sino al ventunesimo secolo.

### XXI secolo
Nel terzo millennio, la boxe ha conosciuto un rilevante calo di popolarità tra gli appassionati: la perdita di interesse è ascrivibile, in primis, ai vari scandali e sospetti di irregolarità circa i combattimenti. I mutati scenari socio-economici hanno, inoltre, limitato le aree di reclutamento alle zone più povere del mondo. Tra gli avvenimenti degni di nota, è invece da ricordare l'introduzione del pugilato femminile alle Olimpiadi a partire dal 2012. Negli anni successivi la precaria condizione finanziaria rischiò tuttavia di comportare l'assenza della "nobile arte" dalle edizioni seguenti, fatto poi non verificatosi.
Nomi di spicco dell'epoca più recente sono i fratelli ucraini Volodymyr e Vitalij Klyčko, nonché i britannici Anthony Joshua e Tyson Fury.

## Tecnica pugilistica

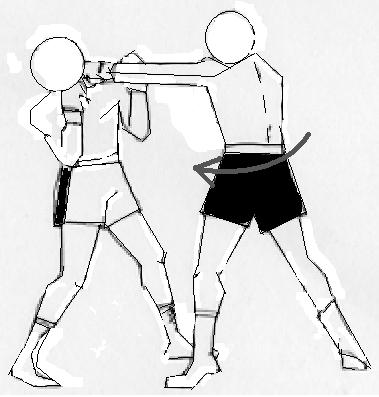
La tecnica per eseguire un colpo diretto, o jab

Nel pugilato viene ravvisata una certa somiglianza con la scherma per il particolare tipo di studio preparatorio fra i contendenti in funzione del successivo scambio di colpi.
Il pugilato è uno sport impegnativo e completo, le doti fisiche richieste sono infatti velocità, agilità, forza e resistenza. Il pugilato richiede sia sforzi aerobici che anaerobici, pertanto l'allenamento mira sia al miglioramento della resistenza nel tempo (tramite corsa, salto della corda, allenamento a corpo libero), sia al miglioramento della forza e allo sviluppo della massa muscolare;
Il pugilato richiede capacità di sopportazione della fatica e del dolore, ma anche carattere e costanza. Infine tempismo: sbagliare istante rende controproducente qualsiasi azione. Mentre la parte tecnica (attacchi, difese, movimenti, ecc) si può imparare con l'esercizio, la parte tattica (come effettivamente praticare) va sviluppata con l'esperienza.
- Tecnica: Attacchi, Difese, Schivate, Spostamenti, Cambio-Guardia
- Tattica: Confronto fra stili, Colpi d'incontro, Combinazioni, Difesa aggressiva, Distanza, Disturbi, Finte, Footwork, Provocazione, Tempismo, Chiusura e Disimpegno.

Questi colpi, affinati (grazie anche alla tecnica hold no punch, ossia sferrare pugni con minima forza e massima velocità), portati in rapida sequenza e con varietà generano le "serie" o "combinazioni". Dalla summa dei vari aspetti offensivi e difensivi può nascere un complesso incontro, che vede sul "quadrato" due uomini che si confrontano lealmente secondo regole codificate, e che alla fine del match li vedrà abbracciarsi.

### Stili del pugilato olimpico
Il pugilato olimpico è il pugilato dilettantistico, ove i pugili si affrontano divisi in squadre organizzate dalle rispettive nazioni di appartenenza.
CubaLo stile cubano è influenzato dal ritmo e dalla musica insiti nella cultura popolare del Paese. I pugili cubani si distinguono per la coordinazione ritmica e per tecnica e tattica stilose. La loro evoluzione pugilistica ha saputo reinterpretare la forza ed il modo di colpire europeo, con il gioco di gambe statunitense, mentre il modo di allenarsi riprende quello degli atleti della Russia sovietica.
EuropaGli stili europei di pugilato erano in passato assai diversificati fra loro, ma dopo la Seconda guerra mondiale si è verificata un'amalgamazione. Ultimamente si è affermato un modo di formare il pugile mirato sulle sue caratteristiche personali. Generalmente i pugili europei prediligono l'esecuzione di una serie di colpi brevi e dinamici, con un buon gioco di gambe, e combinazioni di contrattacco dopo un'azione difensiva. 
Inoltre secondo la FPI: Attualmente, nel pugilato di stile olimpico è raro vedere difese a carico delle braccia, soprattutto le deviazioni che sono letteralmente sparite. La tendenza è quella di utilizzare difesa e colpo in coincidenza temporale con un adeguato pressing.
RussiaLo stile russo, che deriva da quello sovietico, ha mantenuto molte delle sue caratteristiche originarie, come il modo di colpire deciso e mirato al bersaglio. Attualmente ci si è allontanati dalla potenza per focalizzarsi maggiormente nei movimenti attivi e aggressivi. Lo stile russo è ben radicato in patria ed influenza altresì le nazioni vicine. La preparazione tecnica di base è molto considerata, ma sempre focalizzandosi sulle abilità fisiche e fisiologiche del pugile particolare. Ai più alti livelli gli atleti si allenano nel cambio-guardia, nei diversi modi di colpire, di muoversi e di difendersi. I pugili spostano la distribuzione del peso sui piedi secondo la tattica e la situazione. Usano la mano guida per le finte od altri attacchi preparatorii, mentre l'attacco principale a seguire sarà un forte colpo con la mano dietro, oppure una serie di diretti sinistri.
Stati UnitiLo stile statunitense riflette il retroterra culturale ed etnico, gli insegnamenti, le filosofie e gli stili di un vasto ventaglio di allenatori americani. Ad ogni modo, l'elemento più caratterizzante è l'elevato livello di atletismo dei pugili statunitensi. Caratteristica che permette lor di avere molte energie da spendere, e per molto a lungo. Velocità, potenza, forza, rapidità, agilità sono caratteristiche salienti nei programmi di allenamento di boxe statunitense. Un altro fattore determinante sono l'elevato numero di competizioni domestiche, come ad esempio: Silver Gloves, Golden Gloves, National Police Athletic League, Armed Forces, Junior Olympic Programs; queste competizioni permettono ai giovani di potere crescere, pugilisticamente, sin da tenera età.

### Stili del pugilato professionistico
Non esistono due pugili con uno stile identico. Nella pratica esistono, tuttavia, dei modi di definire alcuni stili, senza che per questo un pugile debba essere inquadrato esclusivamente in uno di essi. Esistono difatti pugili dal grande bagaglio tecnico, in grado di praticarne più di uno, nel corso dello stesso incontro.
Mexican styleIl mexican style, popolare in Messico, è uno stile aggressivo fatto di colpi decisi e ricerca del corpo a corpo. I praticanti di questo stile sono carenti in difesa, mentre la tecnica di attacco non è definita in un modo particolare, sebbene il pugile "messicano" debba generalmente tenere il centro del ring. Non è affatto necessario essere messicani: ad esempio, il kazako Gennadij Golovkin è generalmente considerato un genuino esponente del mexican style. Altri degni interpreti di questo stile sono stati Roberto Durán, Salvador Sánchez, Julio César Chávez, Edwin Valero e Óscar de la Hoya.
Stilista/Out-fighterIl classico pugile stilista, in inglese "out-fighter", cioè che boxa rimanendo all'esterno della guardia dell'avversario, cerca di tenere a distanza l'antagonista colpendolo con pugni veloci e che arrivano da lontano, distruggendo gradualmente la resistenza e le forze dell'avversario fino a ridurlo in propria balìa. A causa del loro affidarsi a colpi veloci ma non devastanti, gli stilisti tendono a vincere ai punti piuttosto che per KO, benché alcuni di essi presentino carriere con percentuali molto alte di incontri vinti prima del limite.
Gli out-fighter sono spesso considerati i migliori strateghi del pugilato, grazie alla loro abilità di controllare l'andamento dell'incontro e di condurre l'avversario verso l'epilogo da essi pianificato intaccandone metodicamente le forze ed esibendo maggiore abilità e destrezza di un picchiatore. Lo stilista out-fighter, perché questo stile dia buoni risultati, deve essere dotato di un buon allungo, di velocità di braccia, di ottimi riflessi e deve essere in grado di svolgere un grande e continuo lavoro di gambe. Tra i più grandi stilisti possono essere citati Prince Naseem Hamed, Zab Judah, Gene Tunney, Larry Holmes, Tyson Fury, Sugar Ray Leonard, Billy Conn, Willie Pep, Young Stribling, Terence Crawford e Muhammad Ali.
Demolitore/Boxer-PuncherIl demolitore è un pugile con una dotazione tecnica completa, abile nel boxare a distanza ravvicinata unendo la tecnica alla potenza e alla velocità, ed è un pugile che ha spesso la capacità di mettere fuori combattimento l'avversario con combinazioni di pugni o anche con un unico colpo. I movimenti e la tattica del demolitore sono spesso simili a quelli di uno stilista, ma a differenza di questi non tenta di evitare gli scambi a distanza ravvicinata. Inoltre, i demolitori non cercano di sfiancare l'avversario sulla distanza, con incontri che si risolvono spesso ai punti, ma tendono a demolire l'avversario con le combinazioni di colpi per poi cercare il KO.
Tra i più grandi demolitori possono essere citati Sonny Liston, Manny Pacquiao, Frank Bruno, Sam Langford, Henry Armstrong, Joe Louis, Sugar Ray Robinson, Tony Zale, Evander Holyfield, Miguel Cotto, Thomas Hearns, Primo Carnera, Lennox Lewis, Archie Moore, Michael Spinks, Carlos Monzón, Stanley Ketchel, Khaosai Galaxy, David Haye, Donovan Ruddock, Óscar de la Hoya e Vasyl Lomachenko.
Picchiatore/SluggerIl picchiatore è solitamente carente di agilità e tecnica, compensando queste carenze con la grande forza delle gambe e la pura potenza dei propri pugni. Molti picchiatori ricercano la stabilità dell'assetto per favorire la potenza, e per questo tendono ad essere insufficientemente mobili e ad avere difficoltà ad inseguire i pugili veloci di gambe, di cui possono anzi diventare un facile bersaglio. I picchiatori a volte tendono a trascurare le combinazioni, privilegiando le ripetizioni di colpi singoli, a volte portati con una sola mano e con grande potenza (per lo più ganci e montanti), ma spesso con velocità minore di quella degli stilisti.
La lentezza e la prevedibilità degli schemi (colpi singoli con traiettorie ovvie) spesso lasciano la strada aperta ai pugni d'incontro. Ci sono stati anche casi in cui il pugile oltre all'enorme potenza, possedeva anche tanta velocità e capacità di tirare combinazioni di pugni difficili da vedere arrivare perché tirate da traiettorie e angolazioni inusuali. Le armi più importanti del picchiatore sono la potenza e la capacità di incassare. Tra i più grandi pugili picchiatori possono essere citati Max Baer, Rocky Graziano, Ron Lyle, Cleveland Williams, Frank Bruno, Samuel Peter, Ricardo Mayorga, Roberto Durán, Antonio Margarito, George Foreman, Edwin Valero, Deontay Wilder, John Mugabi e Rocky Marciano ritiratosi imbattuto con 49 vittorie all'attivo.
Aggressore/In-fighterL'aggressore, o incalzatore, che boxa dall'interno della guardia dell'avversario, è un pugile dall'aggressione continua, per questo chiamato anche pressure fighter, che tenta di rimanere addosso all'avversario aggredendolo con continue raffiche e intense combinazioni di ganci e montanti. La pratica di questo stile necessita di buone doti da incassatore, perché espone il pugile ad essere colpito da serie di jab e diretti prima di riuscire a entrare nella guardia dell'avversario, dove i colpi dell'in-fighter sono più efficaci. Generalmente gli aggressori agiscono meglio a distanza ravvicinata, poiché di statura spesso più bassa della media degli avversari e con minore allungo; accorciando la distanza, possono scatenare le loro serie di colpi svantaggiando al contempo le più lunghe braccia dei loro avversari.
Ciononostante, diversi pugili alti rispetto alla loro categoria si sono mostrati abili nell'effettuare una boxe d'aggressione pur rimanendo all'esterno della guardia avversaria. L'essenza dello stile dell'in-fighter è l'aggressione senza soste. Nonostante questo stile esponga parecchio i pugili che lo praticano ai colpi degli avversari, qualche in-fighter fu noto invece per essere stato difficile da colpire; aggressori di questo tipo, possono risultare anche degli ottimi colpitori d'incontro.
Le qualità indispensabili per un in-fighter sono l'aggressività, la resistenza e la capacità di incassare i colpi avversari. Tra i più grandi aggressori / in-fighter possono essere citati Roberto Durán, Harry Greb, Jack Dempsey, Rocky Marciano, Marcos Maidana, Gennadij Golovkin, Joe Frazier, Jake LaMotta, David Tua, Marvin Hagler e Mike Tyson che ha vinto oltre 20 incontri al 1º round.
Colpitore d'incontro/Counter puncherIl colpitore d'incontro è un pugile che usa come ultima difesa i movimenti della testa e blocchi costanti per contrastare l'avversario. Quando l'avversario tenta di colpire, il pugile d'incontro usa la propria difesa per schivare il colpo e per restituirlo contestualmente. Il colpitore d'incontro ha una potenza spesso devastante, perché la potenza del pugno va a sommarsi alla forza contraria del movimento di sbilanciamento in avanti del pugile che è stato schivato.
I pugili d'incontro combattono soprattutto a distanza ravvicinata, ma alcuni di essi rimangono invece alla stessa distanza di uno stilista. Per essere efficaci, gli incontristi usano i movimenti del capo, i riflessi, la velocità, l'allungo e devono essere buoni incassatori. Tra i più grandi pugili d'incontro possono essere citati Muhammad Ali, Bernard Hopkins, Pernell Whitaker, Mike Tyson, James Toney, Nicolino Locche, Vasyl Lomachenko, Juan Manuel Márquez, Floyd Mayweather Jr., Tyson Fury, Young Stribling, Roy Jones Jr., Oleksandr Usyk, Jersey Joe Walcott e Sugar Ray Robinson.

#### Stili a confronto
Ci sono delle regole generalmente accettate riguardo alle possibilità di successo che ciascuno di questi stili di boxe ha sugli altri. In generale, un aggressore / in-fighter è avvantaggiato rispetto ad uno stilista / out-fighter, uno stilista / out-fighter è avvantaggiato rispetto ad un picchiatore / slugger, e uno slugger è avvantaggiato rispetto ad un aggressore / in-fighter; questo forma un circolo in cui ciascuno stile è più forte rispetto ad alcuni stili e più debole rispetto ad altri, senza che ce ne sia uno superiore agli altri, come in un rock-paper-scissors. Il risultato di un incontro è determinato anche da vari altri fattori, quali il livello di abilità e di allenamento dei pugili, ma l'ampiamente sostenuta esistenza di queste relazioni tra i vari stili si riassume in un cliché, diffuso tra fan e scrittori di pugilato, che dice che “gli stili fanno i match”.
I picchiatori / slugger tendono a vincere gli aggressori / in-fighter perché, cercando di avvicinarsi, gli aggressori / in-fighter finiranno invariabilmente dritti incontro ai più potenti colpi dei primi. Così, a meno che l'aggressore non abbia delle capacità di incassatore fuori dal comune, la potenza superiore dei primi la spunterà, a parità di capacità pugilistica e di condizione atletica. Un esempio famoso del vantaggio del picchiatore in questo tipo di confronto è la vittoria per KO di George Foreman su Joe Frazier.
Gli aggressori / in-fighter hanno più probabilità di successo contro gli stilisti. Lo stilista / out fighter preferisce un combattimento più lento, con maggior distanza tra sé stesso e l'avversario. L'in-fighter tenta senza soste di ridurre questa distanza per scatenare continue raffiche furibonde, mentre a distanza ravvicinata lo stilista perde parecchia della propria efficacia, perché non riesce a tirare i colpi più efficaci del suo repertorio. L'aggressore / in-fighter esce generalmente vittorioso da questo confronto, a causa del proprio incalzare e dell'agilità con cui questo viene messo in atto, che lo rende difficile da sfuggire.
Per esempio, l'aggressore / in-fighter Joe Frazier, nonostante fosse stato facilmente dominato dal picchiatore George Foreman, creò invece molti più problemi allo stilista Muhammad Ali nei loro tre incontri. Allo stesso modo l'aggressore Harry Greb fu l'unico ad aver sconfitto il grande out-fighter Gene Tunney. Joe Louis, dopo il ritiro, ammise che odiava essere incalzato, e che l'aggressione continua dell'imbattuto Rocky Marciano gli avrebbe causato problemi anche nel suo periodo migliore. Gli stilisti / out-fighter tendono ad essere più efficaci contro un picchiatore, le cui ridotta velocità di braccia e gambe, e l'inferiore tecnica, lo rendono un bersaglio facile da colpire per la superiore velocità dello stilista.
La preoccupazione principale dello stilista è quella di prestare sempre il massimo dell'attenzione, poiché al picchiatore è sufficiente arrivare a segno con un colpo di quelli giusti per mettere fine all'incontro. Se lo stilista riesce ad evitare o a limitare l'efficacia dei colpi del picchiatore, lo può stancare colpendolo con veloci jab fino a portarlo, alla lunga, all'esaurimento delle forze. Se la tattica è sufficientemente efficace, lo stilista può perfino aumentare la pressione negli ultimi round in un tentativo di raggiungere il KO. Molti pugili classici, ad esempio Muhammad Ali, hanno avuto i loro successi migliori contro i picchiatori. Il più famoso degli esempi di questo tipo di match è quello con cui Ali, nel 1974, a Kinshasa, stroncò Foreman con un KO all'ottavo round, dopo avergli fatto esaurire le energie, nel vano tentativo di trovare immediatamente una soluzione di forza.

## Stili antichi e moderni

### Pygmachía
Il primo stile di pugilato di cui si hanno reperti, originario dell'Antica Grecia.

### Bareknuckle boxing
Stile di Boxe praticato a mani nude, predecessore del pugilato odierno e nativo dell'Inghilterra.

### Boxe russa
Anch'essa praticata a mani nude, è di origine slava.
Differisce dalla normale Bareknuckle, dato che può anche essere praticato in coppia.

### Boxe di Chivarreto
Altra variante di Boxe Bareknuckle, nativa del Guatemala.
A differenza della boxe a mani nude normale, questa comprende la presenza di 4 arbitri, e la vittoria per KO viene dichiarata immediatamente quando un pugno di un contendente manda a terra l'avversario.

### Boxe inglese
È il progenitore della boxe moderna, originario dell'Inghilterra.
Infatti, proprio con questo stile, sono state create le prime regole ed i fondamentali di questo sport.
Questo stile è molto vario in tutte le posizioni, caratterizzato da un buon footwork, dei forti jab e overhead, una guardia stretta, e il dare colpi pesanti a distanza ravvicinata.

## Regole
Il pugilato è uno sport che può essere praticato in maniera agonistica in qualità di dilettanti o professionisti (a dispetto del nome i dilettanti sono agonisti in tutto e per tutto); ma anche non agonistica: attraverso le moderne discipline ricreative, che non prevedono un effettivo combattimento.
Gli atleti non agonisti non sono sottoposti ai rigidi e frequenti controlli sanitari cui debbono sottoporsi gli agonisti.

### Competenza esclusiva del Pugilato Nazionale
In Italia il pugilato si può praticare e/o promuovere esclusivamente tramite la Federazione Pugilistica Italiana, ovvero altri enti da essa autorizzati, nel rispetto della legge e delle disposizioni di: CONI, CIO, AIBA. Lo stesso CONI riconosce una sola federazione per ciascuno sport: In altre parole, nessun altro Ente riconosciuto dal CONI potrebbe presentare nel proprio Statuto la possibilità di svolgere ovvero promuovere l’attività sportiva che già ricada sotto l'egida di una Federazione affiliata al CONI.
Nessun'attività sportiva rassomigliante al pugilato, o alla boxe, può essere praticata in assenza delle tutele, garanzie e specifici protocolli tecnico-sanitari, propri della Fpi. Rispettando tali protocolli enti come UISP e FISP possono organizzare riunioni. Mentre il Free Punch Boxing a contatto pieno, e i corsi Fit-Boxe MSP Italia sono, al momento del comunicato, diffidati.

### Pratica non agonistica
Fanno parte della pratica non agonistica le attività ricreative o propedeutiche, legate allo sport del pugilato: discipline Pre-Pugilistiche inserite nel Registro delle Società Sportive del CONI.

#### Attività ricreative
- Gym boxe - La gym boxe è un pugilato amatoriale, di natura ludico-promozionale. Gli atleti possono tesserarsi a partire dai 13 anni di età fino ad oltre i 40 anni.[57]
- Soft boxe - Si tratta di una forma di pugilato amatoriale, senza contatto, che è strettamente vietato. Possono tesserarsi come amatori atleti maschi o femmine dai 6 ai 65 anni di età; gli incontri sono di tre riprese di un minuto l'una, e un minuto di riposo. Gli atleti sono inquadrati per fascia di età e categoria di peso.[58]
- Light Boxe - La forma amatoriale del Pugilato più vicina alla Boxe AOB, la light boxe prevede il contatto controllato e quello intenzionale è sanzionato. Gli atleti si dividono per età e peso; indossano la divisa e le protezioni identiche ai pugili dilettanti, gli incontri sono di tre riprese di un minuto l'una (o anche tre da 1 minuto e 1/2 per i prima serie) e sono arbitrati e giudicati da ufficiali di gara qualificati. La disciplina nasce in Piemonte e si diffonde velocemente in diverse regioni italiane. Da diversi anni è possibile partecipare alla fase nazionale " Coppa Italia Light Boxe " . Nel 2016 nasce in Liguria la sua versione per persone con disabilità - Light Boxe Disability -[59][60]
- Boxe competition - Forma di pugilato sperimentale alternativa alla pratica agonistica; nell'intenzione si rivolge a coloro che non possono o non vogliono dedicarsi all'agonismo. Questo progetto è stato ideato dal Tecnico Massimo Barone, ed è stato riconosciuto dalla Federazione Pugilistica Italiana. L'allenamento prevede degli scaglioni predeterminati, ed è a tempo di musica. Gli atleti sono inquadrati per categorie di età e peso. La distanza è di 3 riprese di 2 minuti (riducibile a 2 da 1 e 1/2 per atleti principianti). Le gare sono costituite da sessioni di pugilato senza contatto, oppure con contatto controllato (senza affondare i colpi), con giuria dedicata. Con il contatto controllato la giuria assegna punti secondo i colpi (pugni) andati a segno: 1 pugno 1 punto, 2 o più 2 punti. Nelle gare senza contatto la giuria assegna punti per le azioni valide concatenate eseguite.[61]
- Boxe in action - La BOXE IN ACTION risponde all'esigenza sia di chi vuole usufruire dei benefici dell'allenamento della boxe per la propria forma fisica, sia di chi vuole avvicinarsi al pugilato come sport agonistico. Consolidata sul territorio italiano è attualmente molto richiesta all’estero. È praticata da un’utenza vastissima di bambini, adolescenti, adulti senza alcuna distinzione di sesso. Con la “BIA” ognuno può raggiungere un suo obiettivo personale e diversificato, arrivando a bruciare circa 600 Kcal a lezione. Ideata nel 1998 da Thierry Ayala (fondatrice, preparatrice atletica e tecnico di pugilato) ed Antonella Rossi (cofondatrice, tecnico di pugilato e fitness trainer), è un’attività riconosciuta dalla Federazione Pugilistica Italiana la cui particolarità è quella di congiungere le tecniche pugilistiche con la musica, rendendola una perfetta attività di fitness.

#### Attività giovanile
Il settore attività giovanile della Federazione Pugilistica Italiana forma i giovanissimi atleti formandoli individualmente, e in coppia i più grandi, con pratiche di tipo ludico-sportivo con obiettivi fisici di coordinazione, e tecnico tattici. Si organizzano gare regionali/interregionali di praticanti minorenni di età variabile, denominate Criterium. La competizione nazionale prende il nome di Coppa Italia Giovanile. I giovani atleti sono inquadrati per fascia di età, e non secondo il peso; le categorie sono: Cuccioli (5,6,7 anni), Cangurini (8 e 9 anni), Canguri (10 e 11 anni), Allievi (12 e 13 anni).

### Pratica agonistica
Fanno parte della pratica agonistica sia il pugilato professionistico che quello dilettantistico.

#### Dilettanti

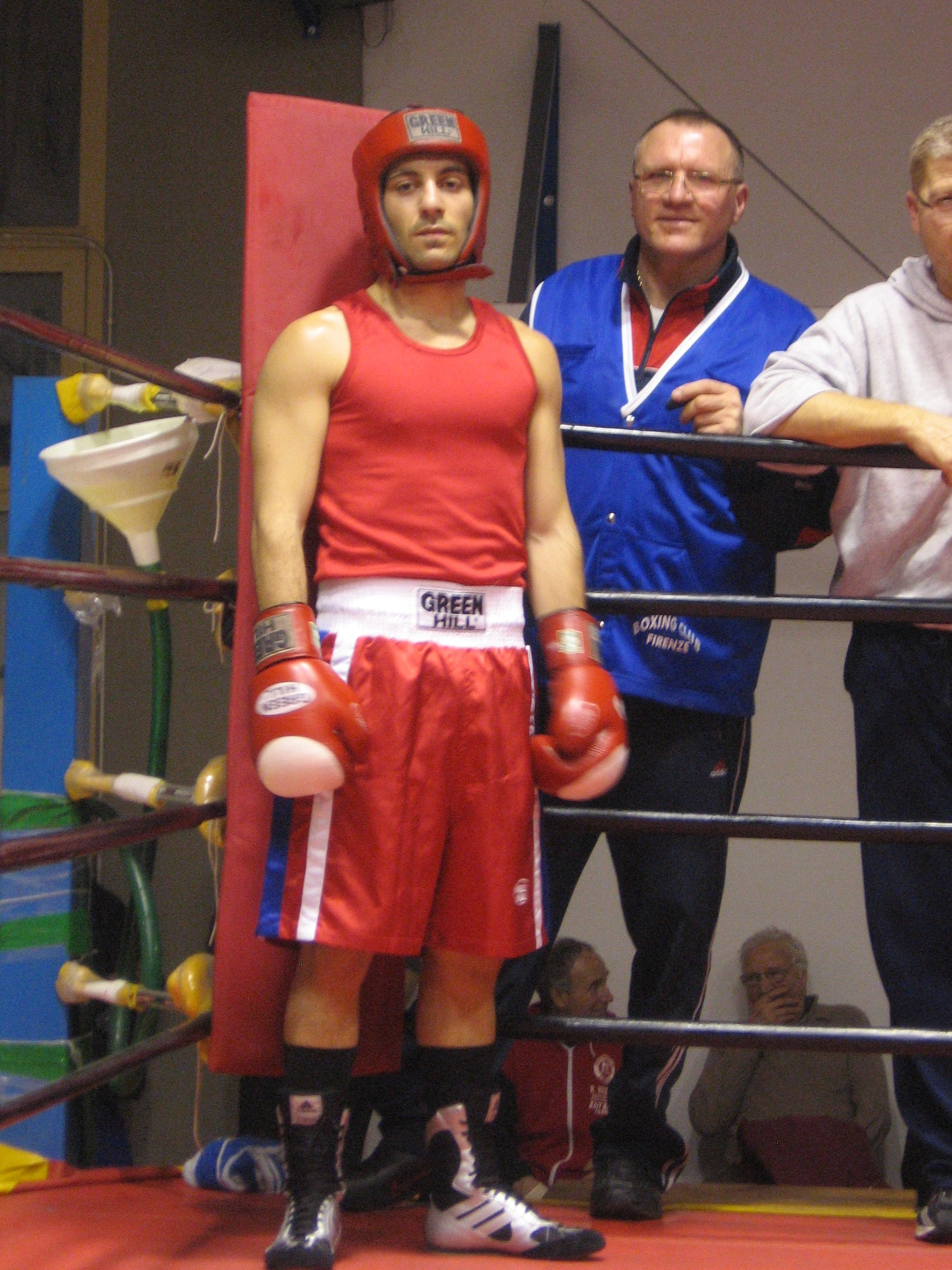
Un pugile dilettante

I pugili dilettanti sono atleti che partecipano a pubbliche gare per puro spirito agonistico e non per lucro. La categoria oggi è inquadrata secondo le regole della AIBA, settore AOB (Aiba Open Boxing).
I pugili dilettanti sono inquadrati per fascia di età, peso, e punteggio accumulato. Quando si ammettono incontri fra pugili dilettanti di categorie differenti (es: junior contro youth), si applicano i regolamenti di gara della categoria inferiore. Pugili di una stessa società non possono battersi, tranne il caso di Torneo o Campionato. Incontri fra pugili uomini e donne sono vietati senza eccezioni.
I pugili dilettanti combattono indossando una canottiera del colore del proprio angolo, paradenti (vietato il colore rosso), guantoni approvati AIBA o FPI di 10 once (fanno eccezione i pugili élite uomini di peso dai 69 ai +91 che debbono usare guantoni da 12 once). Inoltre gli uomini devono usare la conchiglia; se donne il corsetto toracico protettivo e cintura di protezione pelvica. L'uso delle protezioni è sempre obbligatorio, fanno eccezione i soli pugili élite uomini che non indossano il caschetto.
Diverso è il caso delle World Series of Boxing, ove i pugili, pur se dilettanti, combattono con abbigliamento e regolamenti analoghi a quelli professionistici. Un caso del tutto particolare di pugilato dilettantistico è quello degli Scacchipugilato; esso è proposto dalla FISP un'altra federazione autorizzata dalla FPI.
- Pugili schoolboys - Sono pugili uomini che hanno compiuto il 13º anno d'età o compiano il 14° nell'anno cui il tesseramento si riferisce. Gareggiano fra di loro sulla distanza delle tre riprese di 1' 30” con intervallo di un minuto tra le riprese. Questi pugili sono autorizzati a sostenere non più di 12 incontri l'anno. Per questa fascia d'età le categorie di peso sono di più che nelle altre, e la categoria maggiore è di superiori ai 76 kg.[64]
- Pugili junior - Sono pugili uomini e pugili donne che compiono 15 o 16 anni nell'anno del tesseramento. Gareggiano sulla distanza delle tre riprese di due minuti l'una, con intervallo di un minuto.[64]
- Pugili youth - Sono pugili che compiono 17 o 18 anni nell'anno del tesseramento. Gli uomini gareggiano sulla distanza delle tre riprese di tre minuti l'una, con intervallo di un minuto. Le donne gareggiano sulla distanza delle quattro riprese da due minuti l'una con intervallo di un minuto.[64]
- Pugili senior - Sono pugili uomini che compiono dai 19 ai 40 anni nell'anno del tesseramento. Non importa se provengono dalla categoria Youth; gareggiano sulla distanza delle tre riprese di tre minuti l'una. Se accumulano sufficiente punteggio possono passare alla qualifica di Elite.[64]
- Pugili élite uomini - Sono pugili senior di esperienza certificata da un punteggio accumulato, legato alla categoria di peso; combattono senza caschetto.[64]
- Pugili élite donne: I e II serie - Le pugilesse che compiono dai 19 ai 40 anni nell'anno del tesseramento sono tesserate come Elite II serie. Gareggiano sulla distanza delle quattro riprese di due minuti l'una. Per passare alla qualifica Elite I serie devono maturare un punteggio, che è legato alla categoria di peso.[64]

#### Professionisti

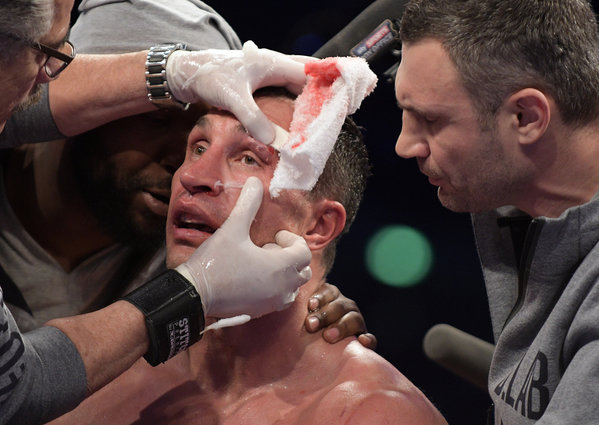
La figura del Cutman è ammessa negli incontri professionistici, per lenire ferite (tamponare epistassi), contusioni (con uso del gelo), o per massaggiare il pugile, esclusivamente entro il minuto di riposo. In foto: Volodymyr Klyčko col fratello Vitalij.

Secondo la Federazione Pugilistica Italiana, il Settore Lega Pro Boxe disciplina l'attività del pugilato pro; vale a dire il pugilato tradizionale. Si disputano incontri sulla distanza minima di quattro riprese, e massima di dodici. Gli atleti possono proseguire l'attività oltre i quaranta anni, purché oltre ai normali controlli sanitari effettuino una risonanza magnetica cerebrale con cadenza annuale. Si utilizzano guantoni da 8 once; fanno eccezione gli uomini il cui peso vada dai superwelter ai massimi, che utilizzano 10 once.
- Pugili neo-pro - Si tratta di una categoria di transizione fra il pugilato dilettantistico AOB e quello professionistico. Possono accedervi i pugili uomini Elite, o donne Elite I serie. È possibile ritornare nel settore AOB purché non si abbia disputato alcun incontro Pro. Si disputano incontri dalle quattro alle dieci riprese.[65]
- Pugili pro - Possono chiedere di diventare pugili Pro, i pugili Neo-Pro che hanno effettuato almeno cinque incontri, oppure che si siano qualificati per la finale del Campionato Italiano di Lega Neo-Pro. Tuttavia la Lega Pro Boxe può ammettere al professionismo con propria motivata decisione anche atleti con un differente percorso alle spalle, anche in altri sport di combattimento. In tal caso sarà necessario il curriculum sportivo ufficiale rilasciato dalla Federazione di provenienza.[65]

### Pugilato per disabili
Il pugilato per disabili non è ancora compreso nel programma delle Paralimpiadi; la Fpi sta lavorando al Progetto Paralimpiadi di concerto con CONI e AIBA ma non sono ancora disponibili le risultanze.

#### Special Boxe, ossia Pugilato in carrozzina
Un nuovo e ancora acerbo progetto di pugilato rivolto ai praticanti disabili. Il regolamento di categoria tiene conto dei diversi gradi di disabilità. Nella special boxe ci si confronta dalla carrozzina con guantoni e caschetto; l'obiettivo è superare l'avversario senza metterlo fuori combattimento (K.O), con dinamiche motorie simili a quelle dei più famosi: Scherma in carrozzina, Pallacanestro in carrozzina, Rugby in carrozzina. Il progetto nacque nel 2013 a Livorno.
Light Boxe Disability - Pugilato amatoriale per persone con disabilità
Sulla scia della Special Boxe, nasce in Liguria nel 2016, la Light Boxe Disability - in memoria di Matteo Perazzo - che si pone l’obiettivo di mettere a disposizione delle persone con disabilità fisica ed intellettiva, la disciplina della Light Boxe. Il pugilato non sarà più un limite per loro, anzi rappresenterà l'opportunità di rimettersi in gioco, imparando a meglio gestire le emozioni negative causate dalla propria condizione fisica, seguendo il principio che il pugilato da sempre unisce e offre una seconda chance di vita.

#### Rock Steady Boxing, ossia Pugilato da Parkinson
Una forma alternativa di pugilato è stata ideata dal 2006 presso una palestra no profit in Indianapolis, come forma di terapia per malati di Parkinson allo scopo di favorire la loro autonomia. Per la terapia in generale, gli esercizi fisici sono molto importanti; tuttavia non è ancora acclarato se il metodo Rock Steady sia davvero maggiormente efficace, rispetto agli esercizi comuni.

### Protezioni obbligatorie
Le protezioni previste dal regolamento di ciascuna competizione sono obbligatorie; qualora l'atleta se ne privasse volontariamente, sarebbe immediatamente sanzionato dall'arbitro, con un richiamo ufficiale (perdendo punti). La perdita involontaria è sanzionata se è colposa e reiterata (es: caduta del paradenti a seguito di colpo regolare). Se una protezione si rompe, dovrà essere sostituita entro cinque minuti, a pena della sospensione dell'incontro, cui seguirà verdetto ai punti.

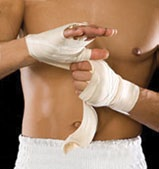
Bendaggio alle mani
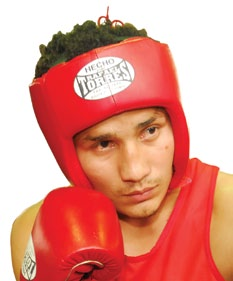
Caschetto
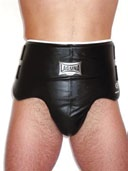
Protezione pelvica
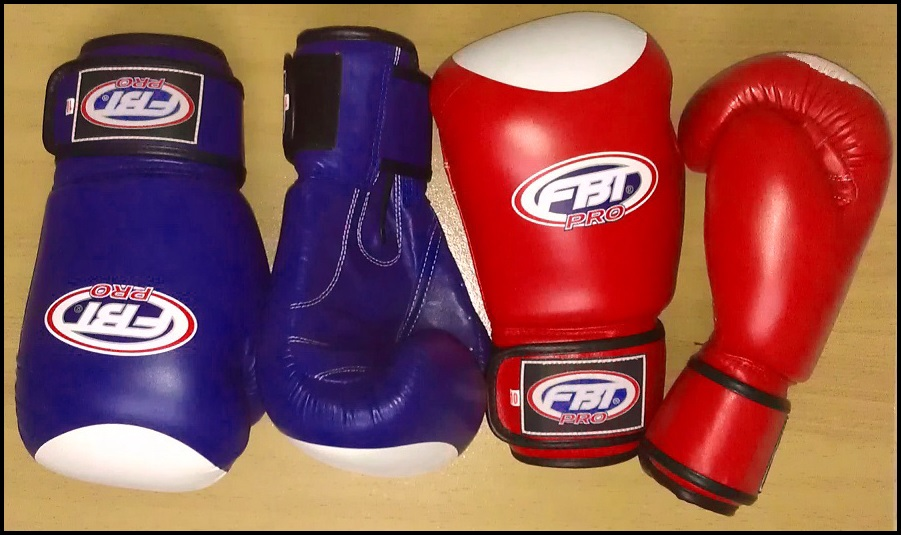
Guantoni
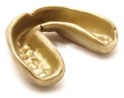
Paradenti

- Bendaggio - Le mani per indossare i guantoni debbono essere bendate. Lunghezza e larghezza della benda sono codificate, e si differenziano fra dilettanti e professionisti; questi ultimi impiegano bende notevolmente più lunghe, a fronte di guantoni più leggeri. È vietato usare sostanze che modifichino la consistenza del bendaggio (l'uso del gesso di Parigi ha comportato in passato squalifiche esemplari). Vietato altresì indossare degli anelli: terminato l'incontro l'arbitro controlla sempre i bendaggi, prima della comunicazione del verdetto; se le mani di un pugile non sono in ordine, egli sarà squalificato.
- Casco - Il casco deve essere indossato dopo essere saliti sul ring, dimodoche l'arbitro possa controllare il capo del pugile. Deve essere omologato (AIBA o FPI). Il suo utilizzo o meno dipende dal regolamento della competizione: generalmente i professionisti non lo usano, i dilettanti di solito sì.
- Cintura di protezione - Per proteggere dai colpi accidentalmente portati sotto la cintura, vietati dal regolamento.
- Corsetto toracico - Solo per le donne, a protezione del petto.
- Guanti da boxe - I guantoni servono a proteggere le mani e a limitare l'impatto dei colpi ad un tempo. In un match di boxe, i guanti si indossano prima di salire sul ring; si tolgono alla fine dell'incontro. Togliere i guanti prima del tempo è considerato un modo per comunicare all'arbitro la volontà di abbandonare l'incontro. Di guantoni ne esistono molti tipi diversi: da sacco (con pollice libero o comunque poco protetto), per dilettanti (da 10 o 12 once) con antishock, per professionisti (da 8 a 10 once), per lo sparring (da 14 once o maggior peso), per bambini.
- Paradenti - Non può essere di colore rosso, neppure parzialmente, in quanto occulterebbe la fuoriuscita di sangue.

### Colpi regolari

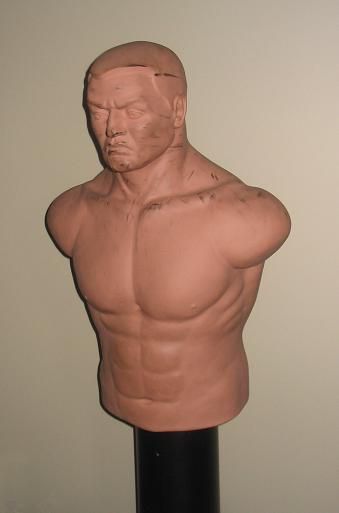
Colpitore a forma di bersaglio valido

Sono considerati regolari i soli colpi portati con i pugni chiusi che colpiscono con le nocche (lo spazio compreso fra l'estremo del metacarpo e la Falange), zona che è corrispondente all'imbottitura del guantone da boxe. Inoltre debbono impattare frontalmente, o lateralmente, al busto dell'avversario dalla cintura in su. La cintura si colloca entro l'altezza delle ossa iliache.

### Scorrettezze
Si considerano colpi proibiti e falli.
I colpi proibiti sono tutti quelli non regolari; come ad esempio: colpire di manrovescio, con il dorso della mano, il taglio, il palmo. Colpire con la testa, spalla, avambraccio. Girare su se stessi e colpire; colpire l'avversario a terra, o in parti non valide (sotto la cintura, alla nuca, ai reni, o comunque alle spalle). Colpire di striscio per tagliare l'avversario. Colpire sulle braccia o sui guantoni dell'avversario non è proibito, tuttavia non incrementa il punteggio. Un colpo regolarmente vibrato può colpire in parte non ammessa, per fatto o colpa dell'avversario: in questo caso non costituisce colpo proibito.
Per falli si intendono condotte irregolari come:
- spingere l'avversario, la sua testa, o gravargli da sopra
- condotta pericolosa (abbassare la testa sotto la cintura dell'avversario, mettergli la testa sotto il mento)
- condotta sleale (pestare i piedi all'avversario)
- simulazione
- scarso agonismo (offendere l'avversario, correre sul quadrato, dare le spalle all'avversario)
- disobbedire all'arbitro
- mordere
- liberarsi delle protezioni obbligatorie
- colpire nonostante gli ordini di break o di stop

### Il conteggio

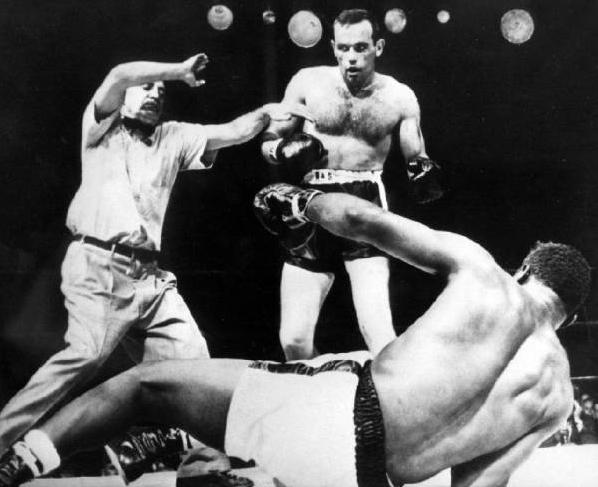
Nei casi previsti dal regolamento l'arbitro interrompe le ostilità. In foto Ingemar Johansson atterra Floyd Patterson e diventa campione mondiale dei pesi massimi; arbitro Ruby Goldstein, 26 giugno 1959.

Il conteggio serve per dare un momento di pausa al pugile in difficoltà, ha la durata minima di 8 secondi e massima di 10. Se il pugile atterrato non riesce a riprendersi per tempo, l'arbitro interrompe l'incontro ed emette il suo verdetto, senza interpellare i giudici a bordo ring, che poi informa a giro della sua decisione.
Affinché l'arbitro effettui il conteggio, è necessario che un pugile, che ha subito colpi regolari sia: a terra, parzialmente fuori dalle corde, aggrappato alle corde, appoggiato alle corde, oppure in difesa passiva. La procedura è la seguente: l'arbitro grida l'ordine di Stop, ed inizia subito a contare (in inglese) e indica all'altro pugile di dirigersi verso un preciso angolo neutro, quello da cui possa vederlo agevolmente. Se costui disobbedisce, l'arbitro sospende il conteggio, concedendo quindi un tempo di recupero maggiore al pugile in difficoltà. Il conteggio non può essere fermato né dal secondo né dalla campana del gong.
Se il pugile non è pronto a riprendere il combattimento entro il "10" subisce lo Out, quindi l'arbitro sospende l'incontro ed emette il verdetto di K.O. (Knock Out ossia "Fuori Combattimento"). Se il pugile è in notevole difficoltà (passivo, poco reattivo a causa dei colpi ricevuti o fatica a rimettersi in piedi), l'arbitro non aspetta il "10", ma giunto all"8°" secondo, molto velocemente ordina al pugile di guardarlo per verificare le sue condizioni e gli chiede se è in grado di continuare. In caso di risposta non pronta, nuovamente l'arbitro sospende l'incontro, ma emette un diverso verdetto, di K.O.T (fuori combattimento tecnico). Se il pugile deve essere soccorso, l'arbitro decreta il Out immediatamente, e chiama il medico. Se entrambi i pugili sono in difficoltà l'arbitro li conterà ambedue contemporaneamente. Questa regola è stata introdotta nel 1953 e usata ufficialmente dal 1961 per evitare danni e lesioni eccessive ai pugili, venendo usata anche per il kickboxing dal 1997.
Il conteggio può essere effettuato fino ad un determinato numero di volte nella stessa ripresa o in tutto l'incontro: terminati i conteggi o se un pugile è caduto al tappeto per tre volte nello stesso round, l'arbitro decreterà il verdetto di K.O.T. Nei dilettanti il subire un conteggio non comporta alcuna detrazione di punti; nei professionisti invece si perde la ripresa di 2 punti. In entrambi i casi i giudici annotano sui cartellini se il conteggio è avvenuto per colpi al capo (KDH), oppure al corpo (KD).

### Verdetti e cartellini
Un incontro può terminare con lo svolgimento delle riprese previste, oppure per abbandono, fuori combattimento (KO), intervento del medico, cause di forza maggiore. L'arbitro, il medico, il commissario di riunione, il secondo principale, possono intervenire per fermare un incontro prima del limite. Secondo la situazione il verdetto è stabilito dall'arbitro, oppure dai giudici. Se l'incontro si svolge regolarmente sono i giudici che stabiliscono il verdetto ai punti, conteggiati per ogni singola ripresa. Essi valutano sulla base dei colpi regolari lanciati con efficacia e determinazione, la correttezza, la tecnica offensiva e difensiva. Nei cartellini che redigono oltre ai punti, annotano i richiami ufficiali, i conteggi, per finire con il verdetto, utilizzando le apposite abbreviazioni.

#### Settore AOB (dilettanti)
Vi è una differenza fra gli incontri di attività ordinaria e quelli di Torneo o Campionato: poiché nei tornei si combatte una volta al giorno, ponendo eccezione alla pausa sanitaria di 4 giorni, il ferimento comporta l'impossibilità di continuare e quindi la sconfitta alle eliminatorie per KOT-i; ciò non vale per l'incontro di finale per il quale non c'è l'esigenza di ammettere la predetta eccezione.
- Vittoria ai punti - VP - Il verdetto è ai punti se: sono state completate le riprese previste; l'incontro è sospeso per cause di forza maggiore, non è possibile ripristinare entro 5 minuti una delle protezioni obbligatorie; vi è un duplice fuori combattimento (KO); il confronto è sospeso poiché un pugile che ha subito una lieve ferita accidentale, subisce un aggravamento della stessa a causa di un colpo regolare; il confronto è sospeso poiché un pugile che ha subito una lieve ferita causata da un colpo regolare, subisce un aggravamento accidentale della stessa; il confronto è sospeso perché entrambi i pugili hanno riportato una ferita accidentale/causata da colpo regolare.
- Pareggio - N - Il verdetto di pareggio è ammesso in attività ordinaria allorché nessuno dei duellanti sia riuscito a prevalere, a giudizio della giuria. Tale verdetto non è ammesso in caso di Torneo o Campionato, nel qual caso il giudice dovrà sempre esprimere una preferenza.
- Vittoria per fuori combattimento - VKO - Decretata dall'arbitro allorché il pugile, dopo aver subito colpi regolari, e sottoposto a conteggio non riesce a riprendersi entro i 10 secondi; oppure quando il pugile, od il secondo, intendono abbandonare durante il conteggio dell'atleta considerato a terra.
- Vittoria per fuori combattimento tecnico - VKOT - L'arbitro decreta la fine del confronto se vi è notevole disparità fra i duellanti, se è stato raggiunto il limite massimo di conteggi, se non si riprende per tempo dal colpo basso, se dopo essere caduto fuori dal ring non vi risale, senza aiuti, per tempo; oppure quando il pugile, od il secondo, intendono abbandonare durante il conteggio dell'atleta considerato in difesa passiva.
- Vittoria per fuori combattimento per intervento medico - VKOT-i - L'arbitro interrompe l'incontro perché: un pugile si è infortunato; c'è una ferita grave causata da colpo regolare; durante un Torneo o Campionato si verifica una ferita accidentale (ad eccezione della finale); uno dei pugili ha perduto una delle lenti a contatto obbligatorie. Inoltre se il medico, ritenendo l'incontro pericoloso, si rivolge al commissario di riunione e fa suonare il gong.
- Vittoria per abbandono - VABB - L'arbitro sospende l'incontro se un pugile: alza il braccio, non riprende l'incontro al suono del gong, volta le spalle all'avversario e va verso il proprio angolo. Inoltre se il secondo: getta la spugna, toglie i guanti al pugile (durante l'intervallo), o chiama l'arbitro comunicandolo a voce. Non si può abbandonare durante il conteggio, nel caso l'arbitro decreterà il KO od il KOT.
- Vittoria per squalifica - VSQ
- Vittoria per assenza dell'avversario - VWO - In caso di Torneo o Campionato, quando uno dei duellanti non è a disposizione in tenuta di gara per l'orario previsto.
- No contest - NC - Può verificarsi in attività ordinaria, allorché l'arbitro squalifichi entrambi i pugili.

#### Settore Lega Pro Boxe
- Vittoria ai punti - VP
- Vittoria Tecnica ai Punti - VTP
- Vittoria per abbandono - VABB
- Vittoria per squalifica dell'avversario - VSQ
- Vittoria per fuori combattimento - VKO
- Vittoria per fuori combattimento tecnico - VKOT
- Vittoria per fuori combattimento tecnico per ferita o intervento medico - VKOTC
- Pareggio - N
- Pareggio Tecnico - NT
- No Decision - ND
- Vittoria per assenza dell'avversario - VAA

## Categorie di peso

### Dilettanti

#### Uomini
| Categoria       | Limite di peso in kg |
| --------------- | -------------------- |
| Mosca leggeri   | 49                   |
| Mosca           | 53                   |
| Gallo           | 56                   |
| Leggeri         | 60                   |
| Superleggeri    | 64                   |
| Welter          | 69                   |
| Medi            | 75                   |
| Mediomassimi    | 81                   |
| Massimi leggeri | 90.72                |
| Supermassimi    | 130                  |

#### Donne
| Categoria     | Limite di peso in kg |
| ------------- | -------------------- |
| Mosca leggeri | 48                   |
| Mosca         | 51                   |
| Gallo         | 54                   |
| Piuma         | 57                   |
| Leggeri       | 60                   |
| Superleggeri  | 64                   |
| Welter        | 69                   |
| Medi          | 75                   |
| Mediomassimi  | 81                   |
| Massimi       | Nessun limite        |

#### Juniors
| Categoria     | Limite di peso in kg |
| ------------- | -------------------- |
| Paglia        | 46                   |
| Mosca leggeri | 48                   |
| Mosca         | 50                   |
| Supermosca    | 52                   |
| Gallo         | 54                   |
| Piuma         | 57                   |
| Leggeri       | 60                   |
| Superleggeri  | 63                   |
| Welter        | 66                   |
| Superwelter   | 70                   |
| Medi          | 75                   |
| Mediomassimi  | 80                   |
| Massimi       | Nessun limite        |

### Professionisti
| Categoria                                 | Limite di peso (1 lb. = 0,4536 kg circa) |
| ----------------------------------------- | ---------------------------------------- |
| Paglia (Minimosca)                        | 105 lb; 48 kg                            |
| Mosca leggeri (Mosca jr.)                 | 108 lb; 49 kg                            |
| Mosca                                     | 112 lb; 51 kg                            |
| Supermosca (Gallo jr.)                    | 115 lb; 52 kg                            |
| Gallo                                     | 118 lb; 54 kg                            |
| Supergallo (Piuma jr.)                    | 122 lb; 55 kg                            |
| Piuma                                     | 126 lb; 57 kg                            |
| Superpiuma (Leggeri jr.)                  | 130 lb; 59 kg                            |
| Leggeri                                   | 135 lb; 61 kg                            |
| Superleggeri (Welter jr., Welter leggeri) | 140 lb; 64 kg                            |
| Welter                                    | 147 lb; 67 kg                            |
| Superwelter (Medi jr., Medi leggeri)      | 154 lb; 70 kg                            |
| Medi                                      | 160 lb; 73 kg                            |
| Supermedi                                 | 168 lb; 76 kg                            |
| Mediomassimi                              | 175 lb; 79 kg                            |
| Massimi leggeri (Cruiser)                 | 200 lb; 91 kg                            |
| Bridger (Supercruiser)                    | 224 lb; 102 kg                           |
| Massimi                                   | oltre 200 lb, oltre 91 kg                |

## Contegno e doveri pugilistici
Da regolamenti FPI: presente per intervenire ad una riunione di pugilato, il Pugile deve avere rispetto verso tutti gli ufficiali di servizi e il pubblico; rispettare le regole e astenersi da giudizi o discussioni. Nello svolgimento delle riprese deve osservare il massimo silenzio; può conferire con i secondi durante il minuto di intervallo. Può interpellare l'arbitro solamente se intende abbandonare. Il pugile deve avere contegno cavalleresco nei confronti di avversario e secondi, astenendosi da comportamenti che possano apparire irriguardosi. Deve stringere la mano all'avversario prima dell'incontro e dopo la proclamazione del verdetto.
Il pugile convocato a rappresentare la Nazione Italiana deve avere una condotta irreprensibile, essendo chiamato come esempio per la collettività: puntuale, rispettoso, disciplinato, non cede al nervosismo ed esercita l'autocontrollo. Egli ha il dovere di: vincere e perdere con dignità. Egli/Ella offrirà sempre una prestazione che [...] sarà inequivocabilmente contraddistinta dal maggior e miglior rendimento possibile per tenere alto il prestigio sportivo dell’Italia, affrontando le competizioni con animo forte, lealtà e cavalleria. All'inizio e alla fine della gara l'atleta stingerà la mano agli arbitri e all'avversario; infine l'atleta stringerà la mano al tecnico avversario e infine al proprio.

## Etica e valori pugilistici

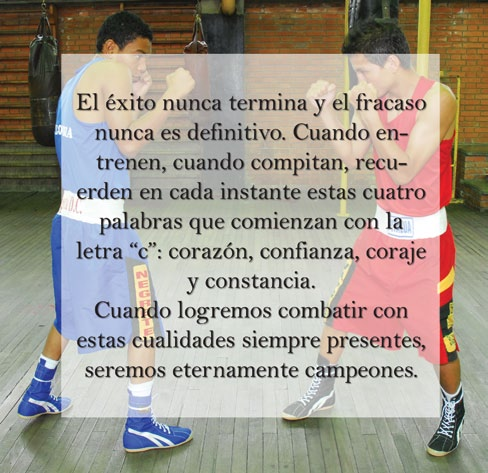
"Il successo giammai termina, ed il fallimento giammai è definitivo. Quando ti alleni, quando gareggi, ricorda in ogni istante queste quattro parole che iniziano con la "C":
Cuore, Confidenza, Coraggio e Costanza.
Quando riusciremo a combattere con queste qualità sempre presenti, saremo eternamente campioni". Citato in Escuela Virtual de Deportes, governo colombiano.

Secondo Carlo Nori, già presidente della Lega Pro Boxe, il pugilato si attesta come sport di riscatto per chi ha fame di conquistarsi una vita migliore. Molti campioni sono ex ragazzi difficili, prodotto di quartieri malfamati dove la vita è dura e priva di prospettive. Con la costante frequentazione della Pugilistica si trasmettono i valori del pugilato: rispetto verso maestro, avversario, arbitro, regolamento; inoltre dedizione e puntualità: perché le palestre di pugilato hanno le loro regole e orari. Valori che una volta appresi da chi non li conosceva, poi diventano spendibili nella vita quotidiana: nel lavoro e nella società. Nella boxe il successo si conquista un passo alla volta, giacché per diventare campioni ci vogliono molti anni e incontri: prima dilettante, se riesce olimpionico; in seguito professionista, ma soltanto i migliori potranno competere per titoli prestigiosi. Come ha detto e scritto diverse volte Rino Tommasi, il pugilato è uno sport pericoloso in cui si può anche morire, ma quanta gente sarebbe morta se non ci fosse il pugilato? Alcuni campioni in gioventù erano delinquenti, se avessero continuato a delinquere avrebbero prodotto danni non solo a loro stessi.
Secondo la CEI, nel pugilato tipo boxe inglese il gesto del pugile è razionale e non brutale: si cerca di sottomettere l'avversario nel rispetto delle Regole, senza necessariamente metterlo fuori combattimento (K.O.), grazie all'espediente della vittoria ai punti. La perdita di etica, dovuta alla mancanza di legittima difesa, è superata dalla valutazione complessiva del pugilato come arte che si pratica per ottenere traguardi personali non diversamente raggiungibili: atletismo, creatività, resistenza, equilibrio psico-dinamico, abilità nella deterrenza. Per diventare veri atleti si deve praticare una forma di ascesi sportiva nello sforzo di perfezionarsi; a quel punto si avranno promosse unità e armonia personali, raffinando la mente e superando i primitivi limiti corporei. In presenza di un'autentica cultura sportiva che consenta di rimanere entro il confronto, senza cadere nello scontro. In sostanza va coltivato lo spirito dell'atleta. [...] In sintesi, il rapporto “etica e pugilato” richiama almeno quattro principi morali insostituibili perché sia un atto umano accettabile: 1. il principio di responsabilità, 2. il principio di integrità della persona, 3. il principio del sano agonismo, 4. il principio del rispetto assoluto dell'altro, 5. il principio del superamento di sé. Questi principi valgono come guida per valutare positivamente un'attività sportiva qual è il pugilato in modo che sia degno, bello e giusto coronamento della persona.

## Riabilitazione ed impegno sociale
Lo sport del pugilato è da sempre un mezzo di recupero sociale e morale anche per persone ai margini della società, in forza del valore educativo insito nella disciplina sportiva.
Diversi grandi pugili, come Joe Louis, Floyd Patterson e Sonny Liston, trovarono nel pugilato un modo per riscattarsi dalle condizioni di povertà, emarginazione, discriminazione e criminalità in cui crebbero.
Gli atleti stessi sono personalmente coinvolti. Roberto Cammarelle è testimonial per associazioni come: Sport Senza Frontiere, Osservatorio Bullismo e Doping, Istituto Serafico.. Giacobbe Fragomeni è impegnato come maestro di pugilato anche presso riunioni in carcere, come al carcere Le Vallette di Torino.. Patrizio Oliva collabora con Associazione Milleculure.

## Medicina sportiva
Il pugilato è uno sport di contatto, nel quale si possono riportare traumi, ferite e lesioni. Le protezioni individuali obbligatorie (casco, paradenti, protezione pelvica, guantoni certificati di peso stabilito con o senza antishock) sono disciplinate dal regolamento AOB (pugilato amatoriale) e dai regolamenti delle altre competizioni (settori).
Lo stato di salute degli atleti è disciplinato dal Regolamento del settore sanitario. Un atleta per potersi tesserare dovrà sottoporsi a una visita medica di idoneità agonistica, ecocardiogramma color-Doppler ed RX torace. Inoltre con cadenza annuale: EEG, RM cerebrale ed esami ematochimici comprensivi di emocromo completo con formula e sierologia per HBV e HCV. Solo per gli atleti oltre i 35 anni, anche un test ergometrico massimale annuale.
Ogni qualvolta il medico lo ritenga utile, tipicamente dopo una sconfitta per colpi al capo, l'atleta dovrà eseguire una RM cerebrale e osservare un periodo di riposo dall'attività di tempo variabile, che comprende allenamento e sparring.
Entro 48 ore dall'inizio di un incontro, l'atleta deve sottoporsi a visita medica pre-gara da parte di un medico specialista in Medicina dello Sport. Ci sono dei limiti alla frequenza di incontri disputati: per gli AOB quattro giorni; per i/le pugili WSB, APB e Pro almeno dieci. Fanno eccezione i tornei nei quali più brevemente l'obbligo è di 24 ore di riposo.
Un'introduzione generale sulla materia è stata pubblicata nel 2006 dalla ABA (The Amateur Boxing Association Of England): Medical Aspects Of Amateur Boxing, a uso di allenatori, medici, arbitri, ecc...

### Infortuni

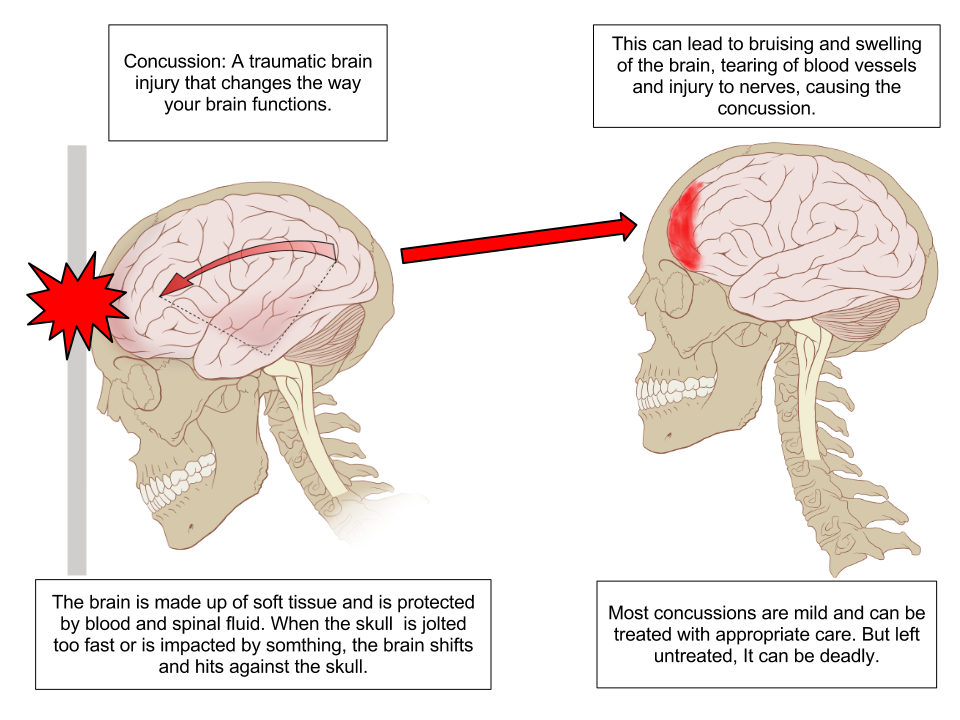
Anatomia della concussione
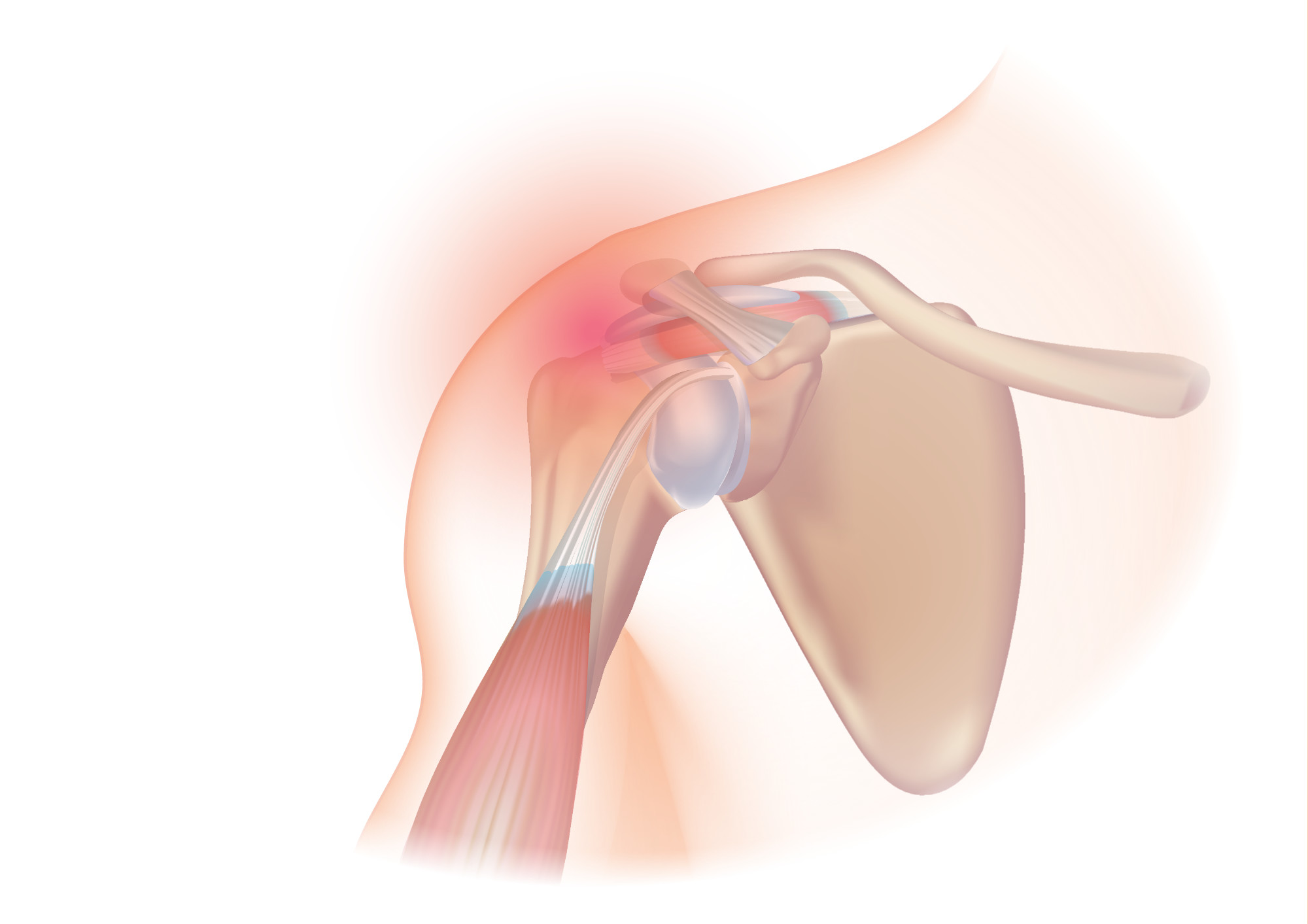
Cuffia dei rotatori
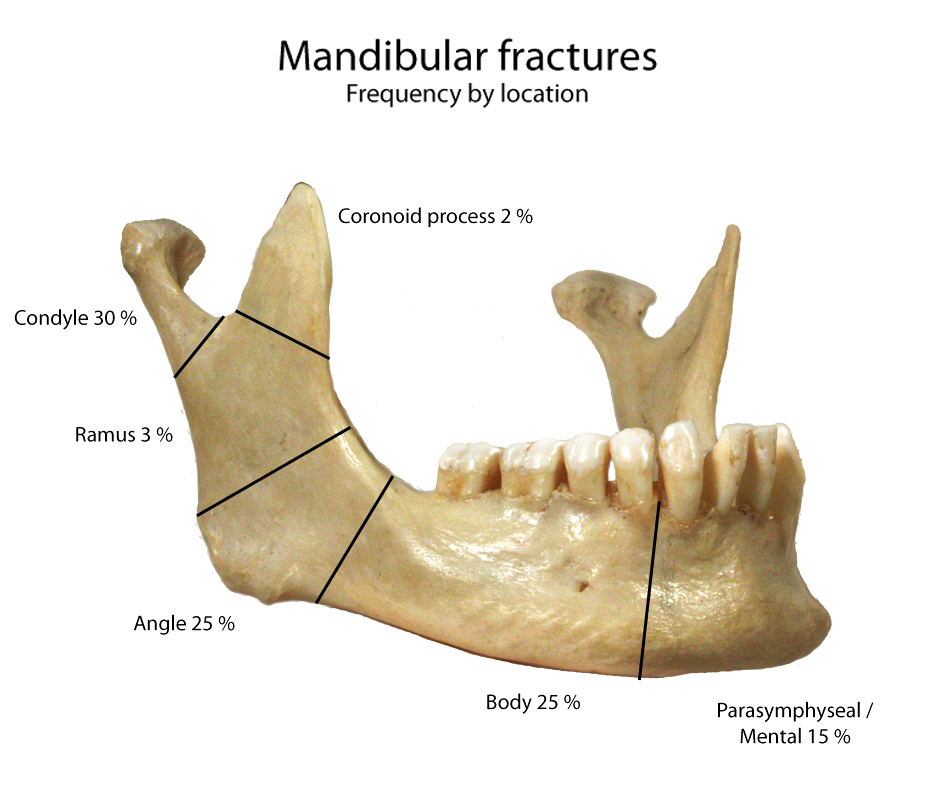
Probabilità di fratture alla mandibola
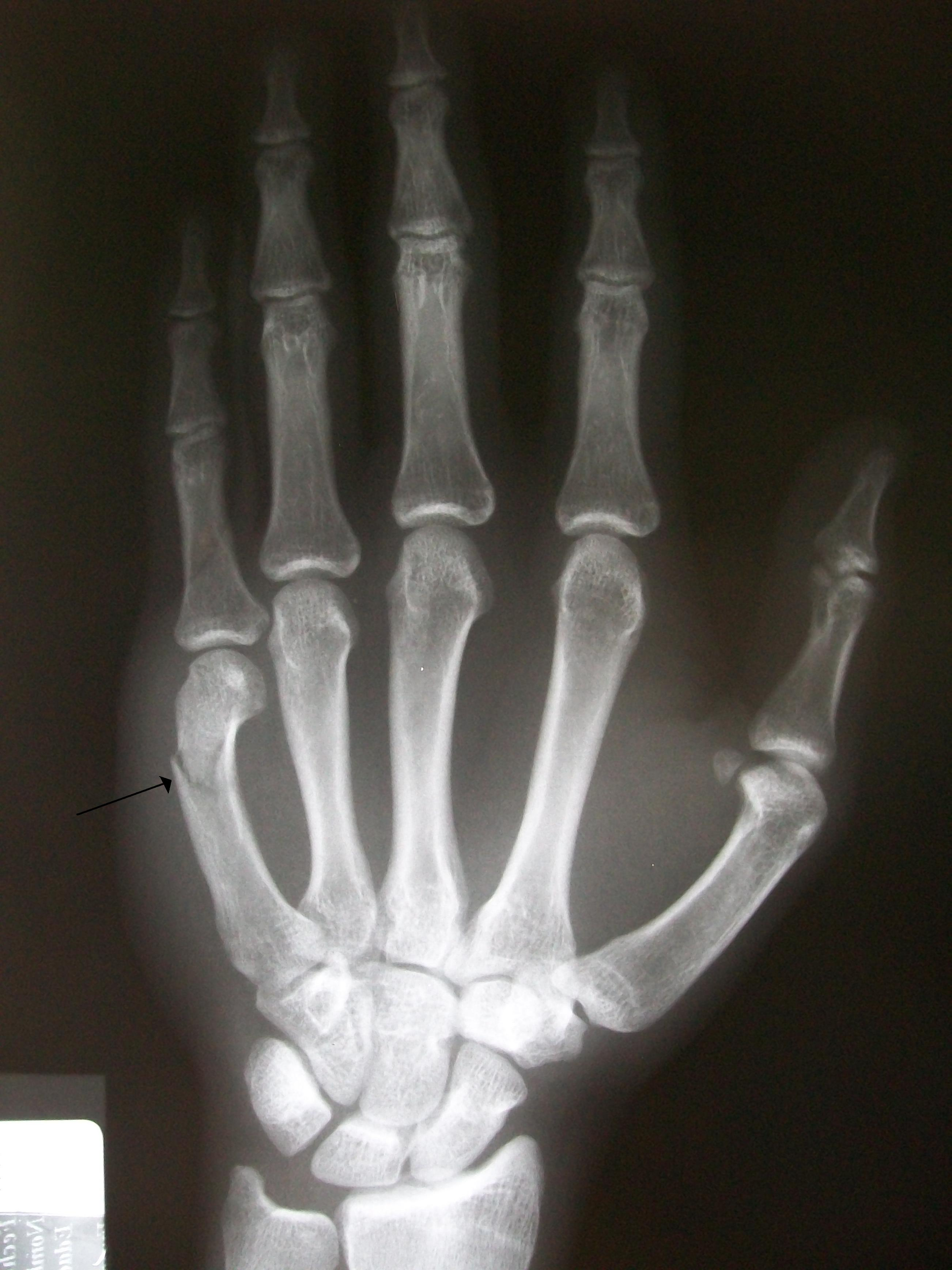
Frattura del pugilatore

- Concussione cerebrale - Lo scambio di colpi alla testa può comportare una concussione cerebrale. Nei casi più gravi un trauma cranico può condurre al decesso. Concussioni lievi ripetute nel tempo, possono generare una encefalopatia cronica post-traumatica, che si manifesta anni dopo la cessazione dell'attività sportiva.

A tal proposito giova ricordare quanto detto in precedenza: un atleta che ha subito una concussione o che abbia una storia di concussioni nella sua attività, presenta un rischio 4-6 volte superiore di subirne un'altra. Sebbene questa condizione patologica, conosciuta come encefalopatia cronica post-traumatica, sia stata per la prima volta descritta nella boxe, tanto che viene anche definita “demenza pugilistica” o “punch drunk syndrome”, ne sono affetti, seppur in forma più lieve, anche atleti di altri sport di contatto quali il football americano, l'hockey su ghiaccio, le arti marziali e, secondo alcuni ricercatori, il calcio e il rugby
- Frattura della mandibola -
- Frattura del pugilatore - Una frattura del collo metacarpale (o frattura sottocapitale del metacarpo) è comunemente detta frattura del pugile, poiché sono causate dal colpire un oggetto duro[87]. Allorché non si abbia cura di colpire direttamente per tramite del 2° e del 3° metacarpo (corrispondenti alle dita: indice e medio, i più robusti), e si colpisca invece di striscio con il 4° od il 5° (corrispondenti alle dita: anulare e mignolo), può capitare di fratturarsi la mano[88][89]. Qualora la frattura sia dovuta ad un colpo dato a mano nuda, presso la bocca di qualcun altro, la cute potrebbe rimanere lacerata. La contaminazione della ferita cutanea con batteri orali può causare lesioni infettive tali da compromettere permanentemente la funzionalità della mano stessa, se non tempestivamente curate[87].

Sintomi: nocche gonfie o doloranti, dita in posizione anomala.
Diagnosi: clinica, ma comunque necessaria una radiografia.
Cura: si prevede l'immobilizzazione tramite tutore, oppure può rendersi necessario un intervento chirurgico (dipende se v'è presenza di disallineamento o rotazione nei tronconi); per poi procedere con esercizi di mobilizzazione.
Prognosi: generalmente buona se c'è stato buon esito nei vari passaggi fra chirurgo e medico familiare. Tuttavia in caso di frattura malconsolidata (provocante dolore, difficoltà motoria, spostamento alle dita) occorre intervenire tramite un'osteotomia correttiva, un tipo di intervento piuttosto impegnativo.
- Lesioni alla cuffia dei rotatori - Lussazioni e sublussazioni, tendiniti...
- Lesioni oculari - Occhio nero, distacco della retina, Ifema...
- Lesioni al naso - Epistassi, Deviazione del setto nasale
- Lesioni al polso - Traumi da torsione possono lesionare la fibrocartilagine triangolare del polso.[91]

### Distanza delle riprese
Nel pugilato amatoriale i pugili si confrontano sulla distanza delle tre riprese da tre minuti l'una, intervallate da un minuto di riposo. Nel professionismo la distanza aumenta, da un minimo di quattro, ad un massimo di dodici. La distanza delle dodici riprese per i titoli di campione fu stabilita a seguito della morte di Kim Duk Koo. Maggiore è la distanza, maggiore sarà la disidratazione, e tutti i rischi ad essa connessi. Tuttavia la disidratazione può essere stata precedentemente aggravata da un cattivo taglio del peso.

### Taglio del peso
La pratica di dimagrire velocemente riducendo idratazione e massa magra, digiunando, per rientrare nel limite di peso di una categoria inferiore, è un altro grave rischio sanitario: si riducono il tono della massa muscolare (vanificando l'allenamento), la capacità atletica, e anche la naturale resistenza ai colpi subiti (con la riduzione del liquido cefalorachidiano).

## Glossario pugilistico
- Collaudatore - Pugile collaudatore. Figura analoga a quella del Journeyman, ossia un perdente di mestiere. Potrebbe essere un mestierante inesperto gettato allo sbaraglio, come pure un pugile stagionato di tutto rispetto. Nel secondo caso trattasi di una figura necessaria alla crescita dei giovani talenti, che hanno necessità di fare esperienza prima di arrivare ad incontri importanti contro avversari determinati.
- Colpo di prima intenzione - Il colpo di prima intenzione è quello con cui si dà inizio all'assalto. Alcuni sono sconsigliabili; ad esempio: il destro di prima intenzione (in guardia normale), od il montante di prima intenzione. Ciò non toglie che alcuni campioni siano riusciti comunque ad usarli con profitto.
- Commissario di Riunione - Ufficiale di gara preposto a che siano osservate le regole: è presente al luogo della riunione pugilistica, ed ogni incontro in programma deve prima passare al suo vaglio. Eventuali eccezioni regolamentari, debbono prima ricevere la sua approvazione.
- Manuale - Libro che insegna la tecnica pugilistica, con un lungo elenco di combinazioni da imparare e mettere in atto, descritte ed illustrate.
- Materasso - Viene definito tale un avversario non all'altezza della sfida, destinato a subire colpi senza opporre una difesa o portare contrattacchi adeguati, utile magari come sparring partner. Potrebbe riferirsi ad un ex campione in declino, o anche ad un mestierante inesperto.
- Sciacquadenti - Termine gergale, indica un forte colpo ricevuto alla bocca, tale da far vacillare o anche atterrare.
- Telefonato - Un aggettivo perlopiù dispregiativo, che si riferisce a quei colpi lanciati con eccessiva lentezza o prevedibilità[94].

Anglicismi
- FootWork - Il "gioco di gambe", necessario per tagliare il ring.
- In-Fighter (o anche Swarmer, Crowder) - aggettivo che definisce il pugile che combatte "dentro" la guardia dell'avversario, ossia da molto vicino, o anche a pieno contatto corporeo. Questa distanza ravvicinata richiede un bagaglio tecnico specifico che non tutti i pugili possiedono: resistenza ai colpi, propriocezione, incalzare l'avversario.
- Out-Fighter - aggettivo che definisce il pugile che combatte "fuori" la guardia dell'avversario, ossia sempre da una certa distanza. Il pugile tecnico, che fa boxe di rimessa, deve innanzitutto sapere gestirsi l'avversario, mandandolo a spasso per il ring con un superiore gioco di gambe, senza farsi incalzare, e con un sapiente diretto jab di disturbo; nonché a vuoto con movimenti di tronco, e colpire possibilmente di incontro. Questo stile soffre particolarmente lo svantaggio in allungo.
- Knock Down, o K.D. - Significa che il pugile in questione è stato atterrato, e quindi sottoposto a conteggio arbitrale. Pertanto i giudici apporranno la sigla K.D. sui propri cartellini[95].
- Knock-out, o K.O. - Fuori combattimento. Un verdetto di vittoria.
- KOT - letteralmente Knock Out tecnico, o anche come: Vittoria per arresto dell'incontro da parte dell'arbitro (V.R.S.C.); si tratta di un verdetto di vittoria deciso dall'arbitro allorché si palesi una consistente differenza di capacità fra i duellanti: difesa passiva, eccessivi atterramenti, mancato recupero di forma nei tempi regolamentari.
- Journeymen - Sono pugili professionisti interessati alle borse; per guadagnare di più viaggiano molto, da cui il nome in lingua inglese che li definisce. Preparandosi in questo modo approssimativo non potrebbero mai aspirare a vincere titoli importanti, ed interpretano il ruolo dei perdenti di mestiere. Un perdente famoso per il numero elevatissimo di incontri sostenuti è stato il britannico Peter Buckley.[96]
- Ring announcer - L’Annunciatore; può essere una persona comune, uno degli organizzatori della riunione pugilistica, o anche una personalità celebre. In ogni caso è agli ordini del Commissario di Riunione.
- Ring girl - Per lunga tradizione durante il minuto di riposo concesso ai pugili fra una ripresa e l'altra, si offre al pubblico come intermezzo lo spettacolo di una ragazza in abiti succinti, che fa il giro del quadrato (in inglese ring) tenendo in mano un cartello indicante la ripresa che si dovrà svolgere pochi momenti dopo. Figura simile a quella delle ombrelline.
- Shadowboxing - o sia fare il vuoto: tipo di allenamento utile in molti modi differenti: riscaldamento, defaticamento, per la tecnica, a corpo libero o con pesi.
- Sparring Partner - Dal verbo to spar, indica il compagno d'allenamenti da farsi sul ring, che precede un incontro.

## Pugilato nei media

### Cinema
In ordine cronologico ricordiamo:
- Charlot boxeur (conosciuto anche come Charlot eroe del ring), del 1915, con Charlie Chaplin;
- Il campione (1931), diretto da King Vidor. È un melodramma toccante che ebbe grande successo commerciale e di critica. Nel 1932 vinse due premi Oscar, per il miglior attore (Wallace Beery) e il miglior soggetto.
- Pugno di ferro, del 1932, con Stanlio e Ollio;
- Stasera ho vinto anch'io, film del 1949 diretto da Robert Wise e interpretato da Robert Ryan;
- Il grande campione, film del 1949 diretto da Mark Robson e interpretato da Kirk Douglas;
- Lassù qualcuno mi ama (Somebody up there likes me), di Robert Wise con Paul Newman, film del 1956 sulla vita del campione statunitense di origini italiane Rocky Graziano;
- Città amara - Fat City, di John Huston con Jeff Bridges, film del 1972 sulla vita di due pugili;
- Rocky (1976), la pellicola di culto senz'altro più nota incentrata sul pugilato e il primo capitolo di una lunga saga con protagonista Sylvester Stallone: ha infatti avuto come sequel di altrettanta fama mondiale Rocky II, Rocky III, Rocky IV, Rocky V, Rocky Balboa e tre spin-off, Creed, Creed II e Creed III.
- Quel giorno a New York (Ring of passion), di Robert Michael Lewis con Bernie Casey e Stephen Macht, film del 1978 incentrato sulla rivalità tra Max Schmeling e Joe Louis.
- Il Campione (The Champ) (1979), diretto da Franco Zeffirelli. È il remake di The Champ, film del 1931 diretto da King Vidor. Lo sceneggiatore Walter Newman adatta per il film il soggetto originale del film di Vidor.
- Toro scatenato (Raging Bull), film del 1980 sulla vita di Jake LaMotta diretto da Martin Scorsese e interpretato da Robert De Niro;
- Bomber (1982), commedia italiana diretta da Michele Lupo con Bud Spencer e Jerry Calà;
- Boxer, film del 1984 in lingua hindi diretto da Raj N. Sippy;
- The Boxer, film del 1997 diretto da Jim Sheridan e interpretato da Daniel Day-Lewis;
- Hurricane - Il grido dell'innocenza (The Hurricane) film del 1999 che racconta la storia di Rubin Carter, interpretato da Denzel Washington;
- Alì, film del 2001 diretto da Michael Mann e interpretato da Will Smith;
- Undisputed (2002), diretto da Walter Hill con Wesley Snipes;
- I ragazzi del Reich (2004), diretto da Dennis Gansel con Max Riemelt;
- Million Dollar Baby, film del 2004 diretto e interpretato da Clint Eastwood;
- Cinderella Man, film del 2005 sulla vita di Jim Braddock diretto da Ron Howard e interpretato da Russell Crowe;
- Carnera - Il campione più grande, film del 2007 diretto da Renzo Martinelli;
- Corde (2009), documentario di Marcello Sannino;
- The Boxer (2009), diretto da Thomas Jahn;
- The Fighter, film del 2010 diretto da David O. Russell, con Mark Wahlberg e Christian Bale;
- Tiberio Mitri - Il campione e la miss, una miniserie televisiva italiana del 2011 diretta da Angelo Longoni e prodotta da Rai Fiction e Cristaldi Pictures;
- Tatanka, film del 2011 diretto da Giuseppe Gagliardi con il pugile italiano Clemente Russo come protagonista;
- Il grande match (Grudge Match), altra commedia del 2013 diretta da Peter Segal, con Sylvester Stallone e Robert De Niro.
- Southpaw - L'ultima sfida (Southpaw), film del 2015 diretto da Antoine Fuqua, con Jake Gyllenhaal e Forest Whitaker.
- Creed - Nato per combattere (Creed), film del 2015 diretto da Ryan Coogler, con Michael B. Jordan e Sylvester Stallone. È lo spin-off della popolare saga di Rocky.
- Bleed - Più forte del destino (Bleed for this), film del 2016 diretto da Ben Younger, con Miles Teller, racconta la storia del pugile Vinny Paz.
- El Inca, film del 2016 diretto da Ignacio Castillo Cottin, racconta la storia del pugile Edwin Valero.

### Letteratura

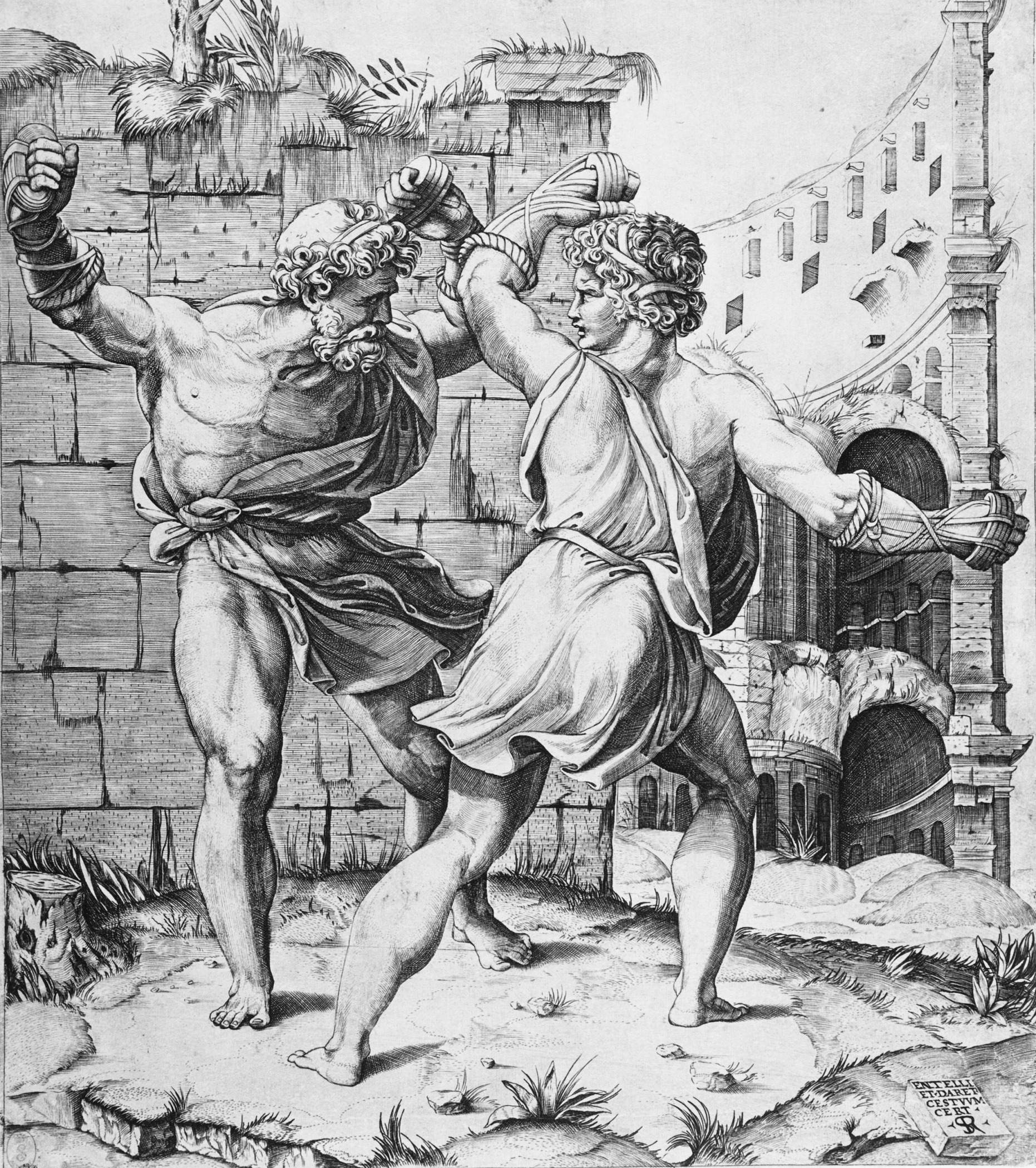
Darete contro Entello

- Iliade di Omero; al XXIII canto il pugilato compare come parte dei giochi funebri organizzati da Achille in onore di Patroclo: si offre premio al vincitore una giumenta indomita di sei anni, inadatta al lavoro, ed ormai penoso a domarsi; allo sconfitto una coppa con gemine orecchie[97]. Si alza gagliardo Epeo, l'artigiano che costruì materialmente il cavallo di Troia; egli si dichiara prestantissimo nel certame del cesto[98], giustificandosi così del fatto d'esser meno valente in battaglia. È sottinteso che al tempo della narrazione l'attività più considerata era quella bellica, perciò alle altre gare per i giochi funebri sono donati premi più ambiti, e vi partecipano eroi più gloriosi. A sfidarlo si alza Eurialo Mecisteo. Epèo stende Eurialo con dei colpi alla mascella, e vincitore, lo aiuta a rialzarsi.
- Eneide di Virgilio; al V libro il pugilato compare come parte dei giochi commemorativi organizzati da Enea in onore del padre Anchise ivi deceduto l'anno prima: «Or - disse Enea - qual sia che vaglia ed osi / di forza e d'ardimento, al cesto invito. / Chïunque accetta, col suo braccio in alto / si mostri accinto»[99]. Il possente Darete si erge e poiché nessuno accetta la sfida, pretende il premio senza battersi. A tale sfrontatezza pone un freno Aceste, chiamando alla pugna Entello, un vecchio pugile, allievo di Erice. Entello mostra i suoi cesti, ma sono molto più grossi di quelli di Darete, sicché Enea provvede a rifornirli di cesti iguali. Inizia lo scontro: Entello è in svantaggio, lento ed immobile sulle gambe, scivola e si atterra da sé; per la vergogna si rialza con grande vigorìa, e tempesta di colpi Darete. Poco dopo Enea sospende lo scontro e dichiara la vittoria di Entello come prescelta dagli dèi, dicendo a Darete: Non senti e le sue forze e i numi avversi? / Cedi a dio. Darete vomitando sangue e denti viene portato alle navi per rinfrancarsi. Entello dunque riscuote il premio, e col cesto in mano vibra un colpo al cranio del bove spettantegli, uccidendolo: sacrificio offerto in onore del suo maestro Erice, ed annuncia il proprio ritiro dall'arte pugilistica.

### Fumetti
- Carnera, la montagna che cammina - di Davide Toffolo, editore Coconino Press; fumettografia su Primo Carnera.
- L'arrabbiato - di Hervé Barulea.
- Verso l'America. - di Baru (disegni) e Jean-Marc Thévenet (sceneggiatura). Storia del pugile algerino Said Boudiaf. Uscito nel 1990, edito in Italia da Coconino Press nel 2002.
- Round & Round - di Andrea Campanella e Hannes Pasqualini; racconto su Bruno Visentin.
- I combattenti - di Luigi Mignacco e Paolo Raffaelli, collana "Le Storie" Bonelli editore; ispirato al racconto I duellanti di Joseph Conrad.
- Gong - di Austier Laurent, 2012.
- Il pugile - La storia vera di Hertzko Haft - di Reinhard Kleist, 2014, edizione italiana BAO Publishing; ispirato alla storia vera dell'ebreo polacco Hertzko Haft sopravvissuto ai campi di concentramento nazisti.

### Manga e anime
- Rocky Joe, manga e anime, dal 1968, disegni Tetsuya Chiba, storia Asao Takamori (sotto pseudonimo di Ikki Kajiwara).
- Forza Sugar, manga e anime, dal 1976, opera di Yū Koyama.
- Cestus, manga del 1998 di Shizuya Wazarai.
- One Pound Gospel, manga e oav, dal 1987, di Rumiko Takahashi.
- Hajime no Ippo, manga e anime, dal 1989, di George Morikawa.
- Ring ni kakero, manga e anime, dal 1977, di Masami Kurumada.
- KATSU!, manga dal 2001 al 2005, di Mitsuru Adachi.
- Baki the Grappler anime dal 1991, di Akita Shoten

### Pittura
- Category:Paintings of boxing.
- Category:Boxing in art.

### Videogiochi
- La serie di Punch-Out!!
- La serie di Fight Night, prodotta dalla EA Sports.
- Undisputed boxing (non completo ma giocabile attraverso steam)